# Croacia
Croacia (en croata: Hrvatska), oficialmente República de Croacia (Republika Hrvatskaⓘ), es uno de los veintisiete Estados soberanos que forman la Unión Europea, ubicado entre la Europa Central, la Europa meridional y el mar Adriático; limita al noreste con Hungría, al este con Serbia, al sureste con Bosnia-Herzegovina y Montenegro, al noroeste con Eslovenia y al suroeste con el mar Adriático, donde comparte una frontera marítima con Italia.
Su capital y ciudad más poblada es Zagreb. Tiene 56 594 km² de extensión territorial —esta cifra incluye las más de mil islas (1185) que se ubican frente a la costa del mar Adriático— y cuenta con un clima variado, en su mayor parte continental y mediterráneo. En cuanto a la administración política, el país está dividido en veinte condados y la ciudad de Zagreb. Su población, según el censo de 2021, era de 3 888 529 habitantes. La mayor parte de ellos son croatas de religión católica.
A principios del siglo VII los croatas llegaron a la zona y dos siglos más tarde se organizaron en dos ducados. En el año 925 Tomislav se convirtió en el primer rey, elevando el estatus del Estado a un reino. El Reino de Croacia mantuvo su soberanía por casi dos siglos y alcanzó su apogeo durante el reinado de Pedro Krešimir IV y Demetrio Zvonimir. Croacia formó una unión personal con Hungría en 1102. En 1527, amenazado por la expansión otomana, el parlamento croata eligió a Fernando I de Habsburgo como sucesor del trono croata. En 1918, tras la Primera Guerra Mundial, formó parte del efímero Reino de los Serbios, Croatas y Eslovenos, el cual se había separado de Austria–Hungría y que posteriormente se transformó en el Reino de Yugoslavia. Durante la Segunda Guerra Mundial se fundó un Estado títere de la Alemania nazi. Luego de la guerra, Croacia fue un miembro fundador y elemento federal de la Segunda Yugoslavia, un Estado socialista. En junio de 1991 Croacia declaró su independencia, la cual fue reconocida el 8 de octubre de ese año. La guerra croata de Independencia tuvo lugar en los cuatro años sucesivos a la declaración.
En 2012 Croacia mantenía un Índice de Desarrollo Humano muy alto. El Fondo Monetario Internacional la clasificó como una economía emergente y en desarrollo, mientras que el Banco Mundial la identificó como una economía de altos ingresos. Croacia es miembro de la ONU, el Consejo de Europa, la OTAN, la Organización Mundial de Comercio y es un miembro fundador de la Unión por el Mediterráneo. Además, en julio de 2013 Croacia accedió a la Unión Europea. Como un miembro activo de las Fuerzas de paz de las Naciones Unidas, ha contribuido con tropas a la misión de seguridad de la OTAN en Afganistán y durante el periodo de 2008 a 2009 ocupó un asiento del Consejo de Seguridad de la ONU.
La economía croata está dominada por el sector servicios, seguido por la industria y la agricultura. El turismo es una fuente de ingresos importante durante el verano, ya que el país se encuentra dentro de los veinte destinos turísticos más visitados en el mundo. El Estado controla una parte de la economía, con un gasto gubernamental importante y su principal socio comercial es el resto de la Unión Europea. Desde el 2000 el país invirtió en infraestructura, especialmente en caminos y medios de transporte, así como en los Corredores Paneuropeos. El Estado croata provee de un sistema de salud universal y educación primaria y secundaria gratuita, al mismo tiempo que apoya la cultura por medio de diversas instituciones públicas e inversiones en los medios de comunicación y la literatura.

## Etimología

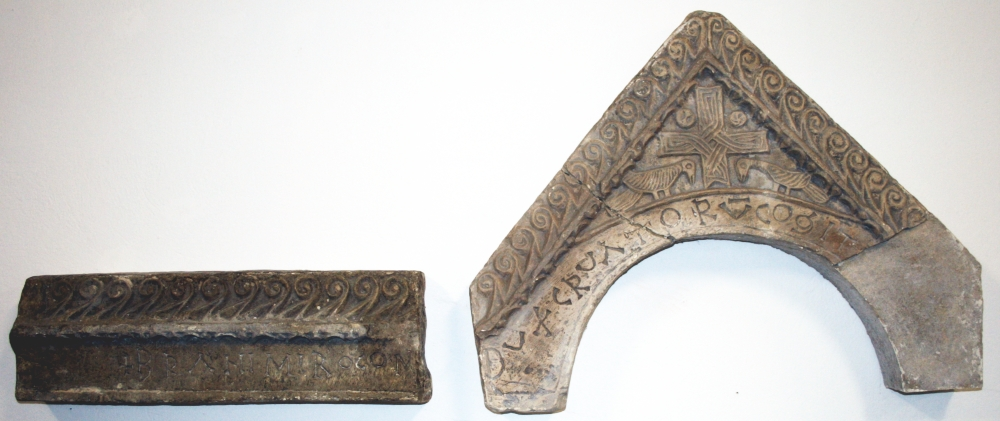
Inscripción de Branimir.

El nombre de Croacia deriva del latín medieval Croatia, de Dux Croatorum (‘duque de los croatas’) escrito en la inscripción de Branimir. Se cree que este término proviene del eslavo noroccidental *Xrovat-, el cual es una metátesis del eslavo común *Xorvat-, que a su vez deriva del protoeslavo *Xarwāt- (**Xъrvatъ) o *Xŭrvatŭ (*xъrvatъ). El origen del nombre es incierto, pero se piensa que es un término gótico o indoario para referirse a los pueblos eslavos. El registro más antiguo preservado del etnónimo croata *xъrvatъ es una talla llamada tableta Baška que dice: zvъnъmirъ kralъ xrъvatъskъ (‘Zvonimir, rey croata’).
La primera mención del término en latín se atribuye a una carta del duque Trpimir I del año 852. La original se perdió, y solo se preserva una copia de 1568, lo que llevó a dudas acerca de su autenticidad. La inscripción en piedra más antigua aún preservada data del siglo IX, la inscripción de Branimir (hallada cerca de Benkovac), donde se refieren al duque Branimir como Dux Cruatorvm. Aunque la inscripción no se ha datado exactamente, se sabe que Branimir gobernó Croacia entre 879 y 892.

## Historia

### Prehistoria y Edad Antigua

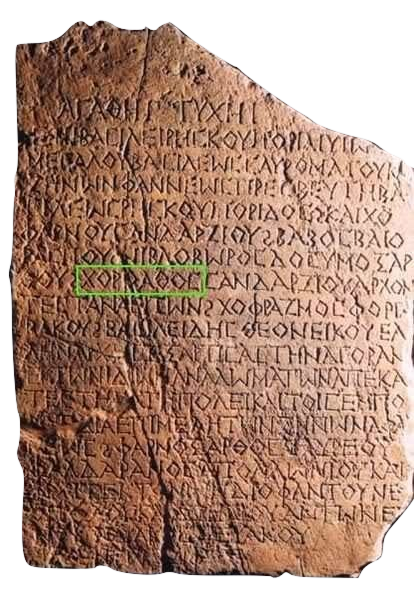
Las tablillas de Tanais, con el nombre Khoroáthos resaltado.

El territorio de la actual Croacia estuvo habitado durante el periodo prehistórico. En la parte norte se hallaron restos de neandertales que datan del periodo paleolítico, los de Krapina son los más conocidos y mejor conservados. En varias regiones del país se pueden encontrar remanentes de varias culturas del neolítico y calcolítico. La mayor parte de estos sitios arqueológicos se ubica en los valles de los ríos norteños. Entre las culturas más importantes destacan las de Starčevo, Vucedol y Baden. Por su parte, la Edad del Hierro dejó huellas de las culturas de Hallstatt y de La Tène.

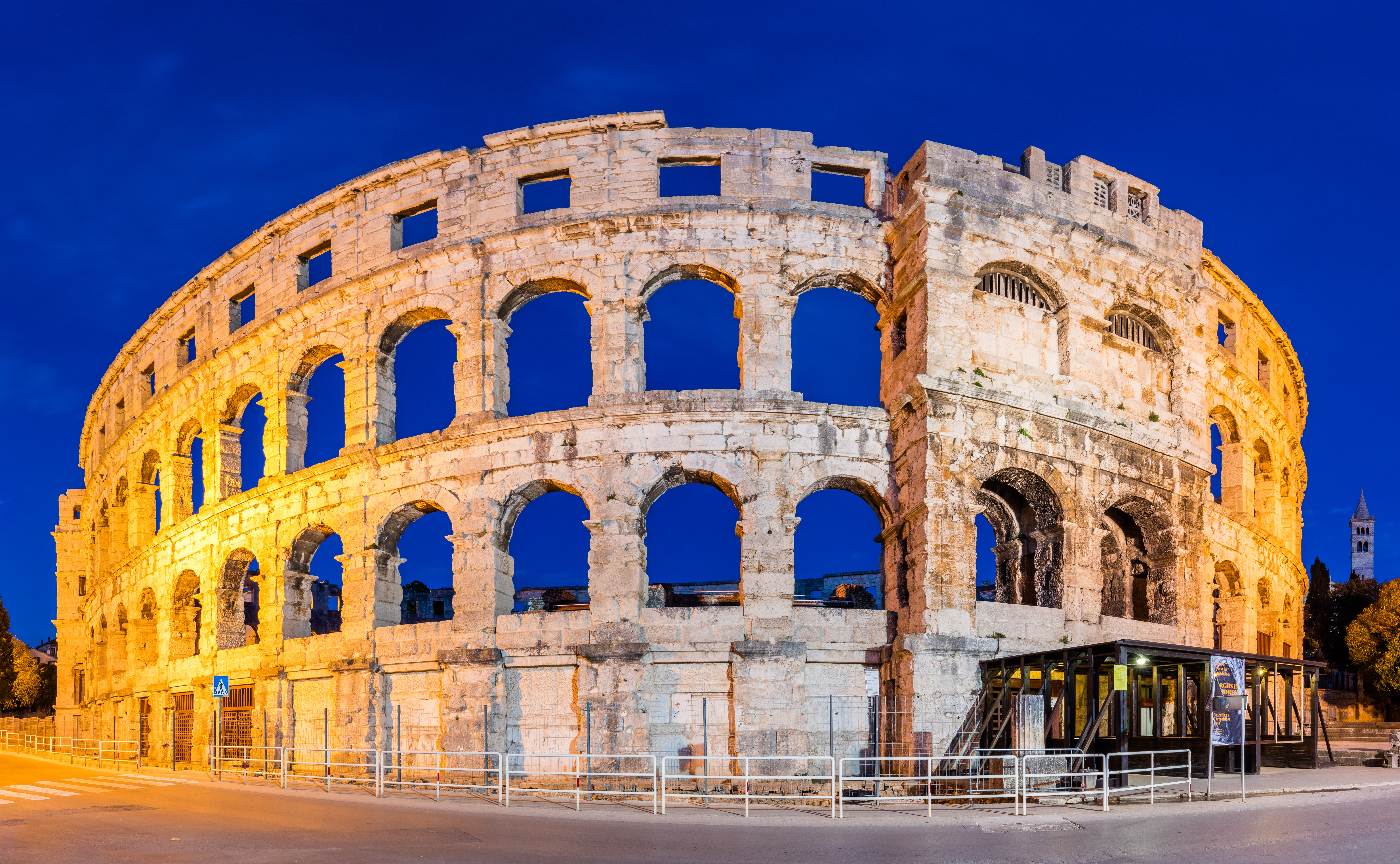
Anfiteatro de Pula.

Mucho después, los liburnianos y los ilirianos se asentaron en la región, al tiempo que los griegos establecieron sus primeras colonias en las islas de Korcula, Hvar y Vis. En el año 9 d. C. el actual territorio croata pasó al dominio del Imperio romano como parte de la provincia de Dalmacia. En  305 el emperador Diocleciano construyó un palacio en Split, a donde se mudó cuando se retiró. Durante el siglo V, Julio Nepote, uno de los últimos emperadores del Imperio romano de Occidente, gobernó su pequeño imperio desde dicho palacio. Este periodo culminó con las invasiones de los ávaros y los croatas ocurridas en la primera mitad del siglo VII, seguidas por la destrucción de casi todas las ciudades romanas. Los romanos sobrevivientes se retiraron a los lugares más seguros de la costa, islas y montañas. La ciudad de Dubrovnik fue fundada por los sobrevivientes de Epidaurum.
La etnogénesis de los croatas es incierta y existen varias teorías al respecto, aquellas que proponen un origen eslavo e iranio son las más populares. La primera teoría es la más aceptada y afirma la existencia de una migración de los croatas blancos desde el territorio de Croacia Blanca durante el período migratorio en Europa. Contrariamente, la otra teoría propone un origen iranio, basado en las Tablillas de Tanais que contienen inscripciones en griego de los nombres  Χορούαθ[ος], Χοροάθος y Χορόαθος (Khoroúathos, Khoroáthos y Khoróathos) y su interpretación como antropónimos del pueblo croata.

### Edad Media

Europa hacia el año 526.

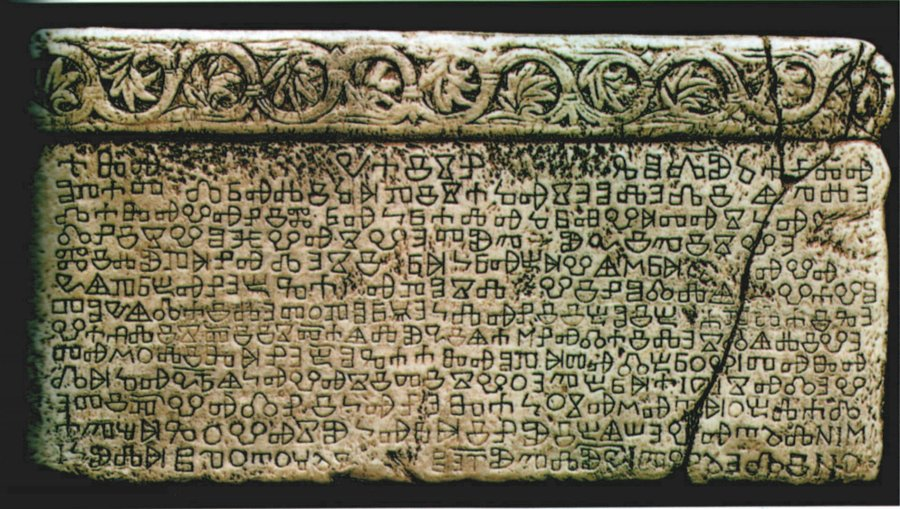
La tablilla de Baška, la evidencia más antigua de escritura glagolítica.

Según De Administrando Imperio, obra del siglo X del emperador bizantino Constantino VII, los croatas llegaron a la Croacia moderna a principios del siglo VII, aunque existen otras teorías que refutan dicha afirmación y señalan que el asentamiento ocurrió entre los siglos VI y IX. Las crónicas de Eginhardo indican que para el año 818 los migrantes se habían organizado en dos principados: Panonia y Dalmacia, gobernados desde Ljudevit Posavski y Borna, respectivamente. Este documento representa el primer registro de los reinos croatas, Estados vasallos del Imperio carolingio en ese entonces. El dominio franco terminó durante el reinado de Mislav, dos décadas después. Según Constantino VII, la cristianización de los croatas comenzó en el siglo VII, aunque otras fuentes afirman que este hecho ocurrió hasta dos siglos después. El primer gobernante croata reconocido por el papa fue el duque Branimir, a quien el pontífice Juan VIII se refirió como Dux Croatorum (‘duque de los croatas’) en 879.

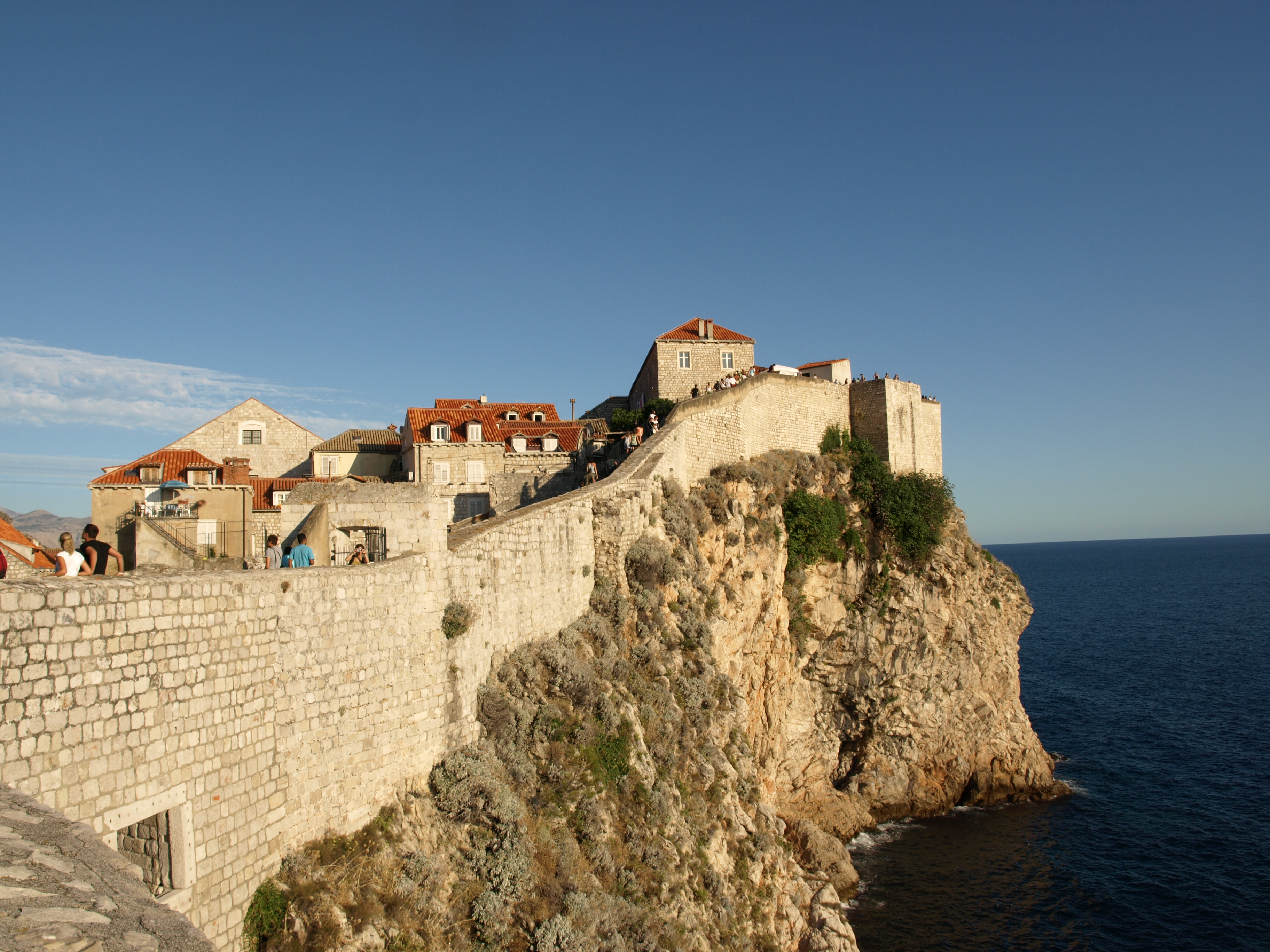
Las murallas de Dubrovnik, que ayudaron a la defensa de la ciudad durante la Edad Media y el sitio de 1991-1992.

Tomislav fue el primer gobernante de Croacia que utilizó el título de rey en una carta dirigida al papa Juan X, fechada en el año 925. Tomislav derrotó a los húngaros y a los búlgaros, lo que le permitió extender la influencia de su reino. El Reino de Croacia alcanzó su apogeo en el siglo XI durante los reinados de Pedro Krešimir IV (1058-1074) y Demetrio Zvonimir (1075-1089). Cuando Esteban II murió en 1091, la dinastía Trpimirović llegó a su fin, y Ladislao I de Hungría reclamó el trono croata. La oposición a Ladislao desencadenó una guerra que concluyó con la unión personal entre Croacia y Hungría en 1102, ya en tiempos del rey Colomán.
Durante los cuatro siglos siguientes, el Reino de Croacia estuvo gobernado por el Sabor (parlamento) y un ban (virrey) designado por el monarca húngaro. Durante este periodo, el Imperio otomano se convirtió en una amenaza creciente y la República de Venecia comenzó a disputar el control de las costas del Adriático. En 1428 los venecianos se apoderaron de la mayor parte de Dalmacia, con la excepción de la República de Ragusa, que permaneció independiente y soberana. El avance otomano en la región originó las batallas del Campo de Krbava (1493) y de Mohács (1526); ambas concluyeron con importantes victorias de los ejércitos turcos. El rey Luis II falleció en Mohács y, en 1527, el parlamento de Cetin escogió a Fernando I de Habsburgo como nuevo señor de Croacia, con la condición de que la protegiese del Imperio otomano y respetase sus derechos políticos. En esta época aumentó la importancia de algunos linajes croatas como los Frankopan y los Zrinski, a los que pertenecieron varios de los banes. En la práctica, Croacia fue un reino independiente solo de 910 a 1102.

### Monarquía de los Habsburgo y Austria-Hungría

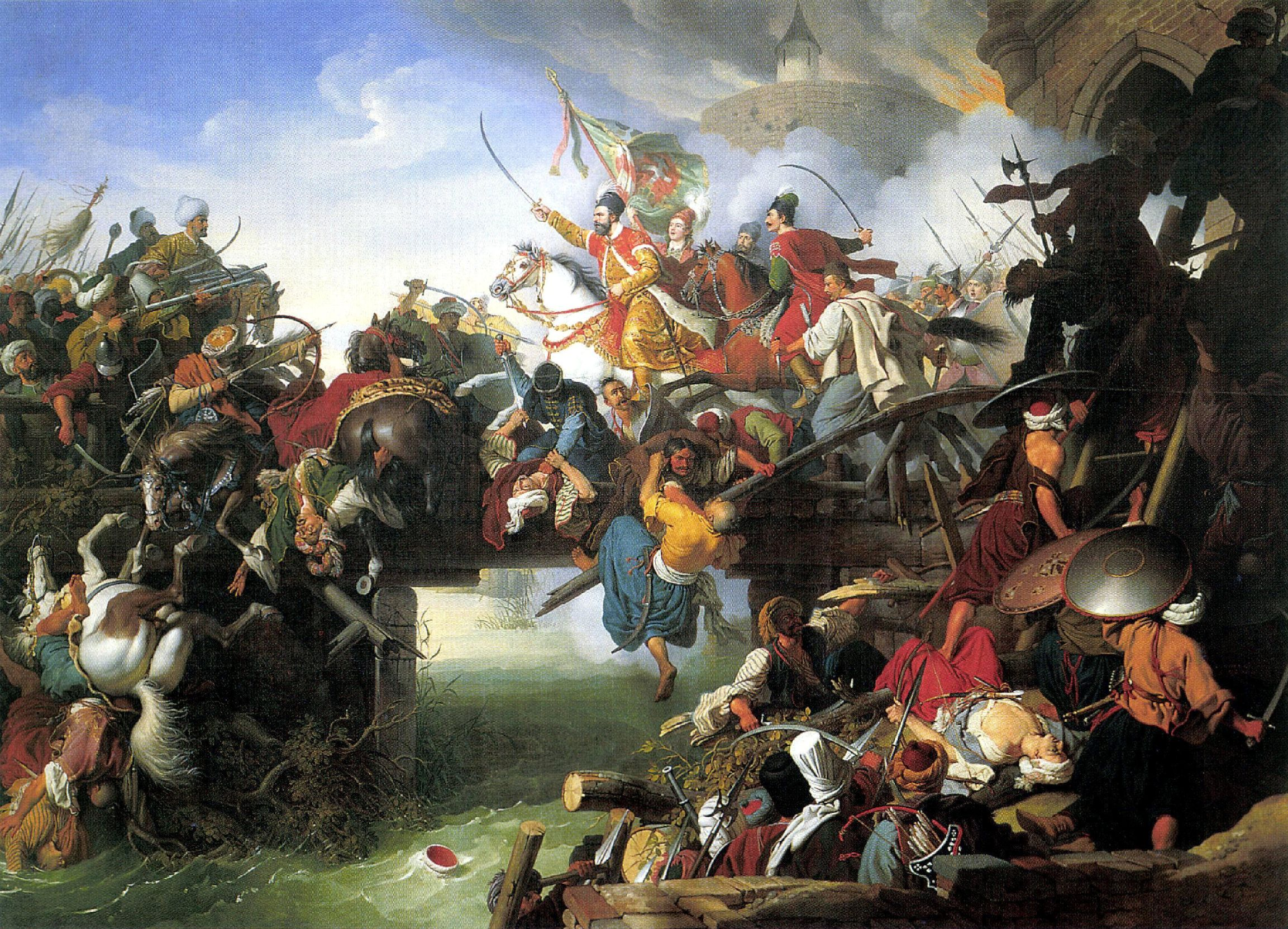
El conde Nikola Šubić Zrinski en el sitio de Szigetvár, 1566.

En 1538, tras las múltiples victorias otomanas, Croacia fue dividida en una zona militar y otra civil. Los territorios militares se conocieron como la Frontera Militar Croata y estaba bajo el mando directo del emperador austriaco. El avance de los turcos dentro de su territorio continuó hasta la batalla de Sisak (1593), la primera derrota otomana decisiva, que significó la estabilización de las fronteras. Durante la Gran Guerra Turca (1667–1698), las fuerzas croatas recuperaron Eslavonia, pero Bosnia occidental, que formaba parte de Croacia hasta antes de las conquistas otomanas, permaneció fuera de su control. De hecho, la frontera actual entre ambos países deriva de estos acontecimientos. Dalmacia, la región al sur de la frontera, se definió de manera similar por la quinta y séptima guerra otomano-veneciana. Todos estos conflictos armados produjeron grandes cambios demográficos. Los croatas emigraron hacia Austria, de modo que los croatas de Burgenland son descendientes directos de este grupo. Para compensar la partida de los croatas, los Habsburgo llamaron a los cristianos ortodoxos de Bosnia y Serbia para servir al ejército en la Frontera Militar. La migración serbia hacia esta región alcanzó su máximo durante las Grandes migraciones serbias de 1690 y 1737–39.
Entre 1797 y 1809 el Primer Imperio francés gradualmente ocupó la costa este del Adriático y una parte significativa de las regiones adyacentes, acabaron con las repúblicas de Venecia y Ragusa y establecieron las Provincias Ilirias. En respuesta, la Marina Real británica comenzó un bloqueo del mar Adriático que condujo a la batalla de Lissa en 1811. En 1813 los austriacos conquistaron las Provincias Ilirias y dos años más tarde, luego del Congreso de Viena, las anexaron al Imperio austriaco. Con esto se formó el Reino de Dalmacia y se reincorporó el Litoral Croata al Reino de Croacia, ahora juntos bajo la misma corona.

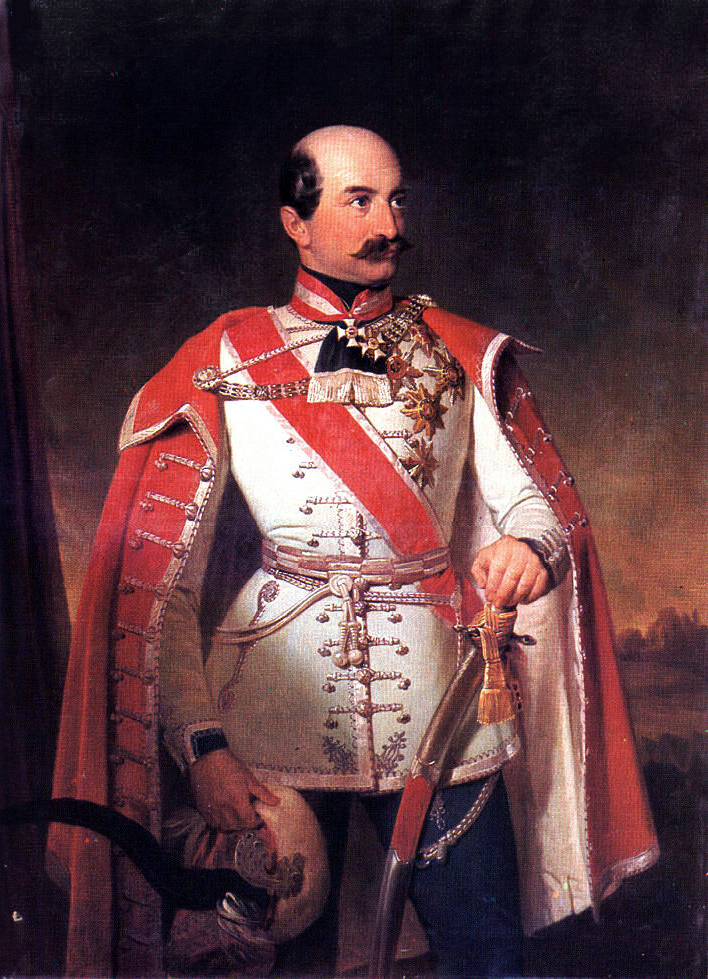
Josip Jelačić peleó contra la Revolución húngara de 1848.

En las décadas de 1830 y 1840 surgió un nacionalismo romántico que inspiró el Movimiento Ilirio, una campaña política y cultural que buscaba la unidad de todos los eslavos meridionales en el Imperio. Su objetivo principal era establecer un idioma estándar como contrapeso del húngaro, junto con la promoción de la cultura y literatura croata. Durante la Revolución húngara de 1848, Croacia apoyó a los austriacos, el ban Josip Jelačić ayudó a derrotar a las fuerzas húngaras en 1849 y dio paso a un proceso de germanización. Hacia la década de 1860, el fracaso de esta política se volvió aparente y en 1867 se celebró el Compromiso austrohúngaro; en este tuvo lugar una unión personal entre los gobiernos del Imperio austriaco y el Reino de Hungría. El tratado dejó la resolución del estatus de Croacia en manos de Hungría, el cual fue resuelto finalmente en el Acuerdo croata-húngaro de 1868, donde se unificaron los reinos de Croacia y Eslavonia. El Reino de Dalmacia permaneció bajo el control austriaco de facto, mientras que Rijeka mantuvo su estatus de Corpus separatum que había alcanzado en 1779. Luego de que Austria-Hungría ocupara Bosnia-Herzegovina gracias al Tratado de Berlín de 1878, la Frontera Militar Croata desapareció y el territorio volvió a la soberanía de Croacia en 1881, conforme a lo establecido en el Acuerdo croata-húngaro. La Primera Guerra Mundial detuvo los esfuerzos para reformar Austria-Hungría a una federación con Croacia como una unidad federal.

### Reino de Yugoslavia y Segunda Guerra Mundial

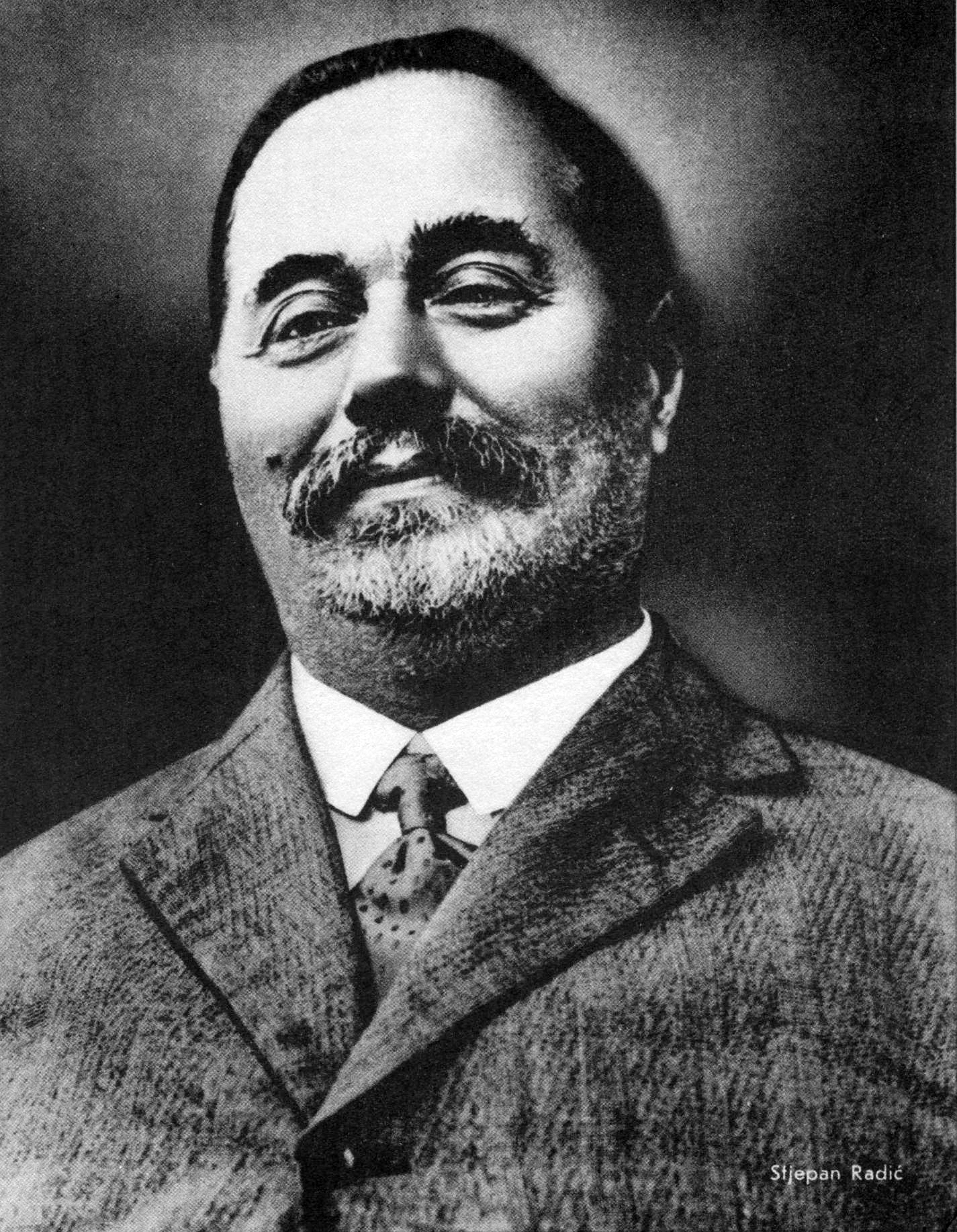
Stjepan Radić, líder del Partido Campesino Croata.

El 29 de octubre de 1918 el Sabor (Parlamento de Croacia) declaró la independencia y decidió unirse al recién formado Estado de los Eslovenos, Croatas y Serbios, el cual entró en una unión con el Reino de Serbia el 4 de diciembre de 1918 para formar el Reino de los Serbios, Croatas y Eslovenos. En los años que siguieron a la Primera Guerra Mundial, de 1918 a 1921, Croacia estuvo al borde de la revolución social: se multiplicaron las huelgas obreras, los comités de desertores ocuparon regiones enteras de Dalmacia y Eslavonia, y el Partido Comunista triunfó en las elecciones municipales de 1920, por lo que fue inmediatamente prohibido. La constitución de 1921 definió al país como un Estado unitario y abolió las divisiones administrativas históricas y terminó con la autonomía croata. El partido político más popular en el país —el Partido Campesino Croata (HSS) liderado por Stjepan Radić— se opuso a la nueva constitución. En 1928 la situación política se deterioró aún más luego de que Radić fuese asesinado en la Asamblea Nacional, dando pie a la dictadura del rey Alejandro I en enero de 1929. La dictadura terminó formalmente en 1931 cuando el rey impuso una constitución más unitaria y cambió el nombre del país a Yugoslavia. El HSS, por entonces presidido por Vladko Maček, continuó persiguiendo la federalización de Yugoslavia; esta persistencia culminó en agosto de 1939 con el Acuerdo Cvetković-Maček y la creación de la banovina autónoma de Croacia. El gobierno yugoslavo retuvo el control de la defensa, la seguridad interna, relaciones exteriores, comercio y transporte, mientras que otros asuntos quedaron bajo el control del Sabor y el Ban.
En abril de 1941 la Alemania Nazi e Italia ocuparon Yugoslavia. Luego de la invasión, algunas partes de Croacia, Bosnia-Herzegovina y la región de Syrmia se incorporaron al Estado Independiente de Croacia (NDH), un estado títere de los nazis. Italia se anexó otras partes de Dalmacia, mientras que Hungría se apoderó de las regiones del norte de Baranya y Medimurje. Ante Pavelić y los ultranacionalistas de Ustacha lideraron el régimen del NDH. Introdujeron leyes antisemitas y condujeron una campaña de limpieza étnica y genocidio en contra de los judíos, serbios y gitanos, ejemplificada por los campos de concentración de Jasenovac y Stara Gradiška. Se estima que de los 39 000 judíos que vivían en el país, solo sobrevivieron 9000; el resto fue asesinado o deportado a Alemania, ambos por las autoridades locales y el propio ejército alemán. Las distintas fuentes croatas y serbias discrepan en las cifras exactas. Además, entre 320 000 y 334 000 serbios fueron ejecutados en el territorio del NDH por diversas causas, ya sea perseguidos por el gobierno, como miembros de la resistencia armada o peleando con las Potencias del Eje. El número total de serbios fallecidos en toda Yugoslavia durante la guerra ronda los 537 000. Al mismo tiempo, cerca de 200 000 croatas fueron asesinados durante el conflicto, en situaciones similares.

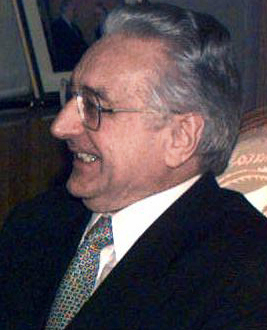
Franjo Tudman, el primer presidente de Croacia.

El 22 de junio de 1941 se fundó el Primer Partido Separatista Sisak cerca de la ciudad de Sisak, la primera resistencia militar organizada en contra de la ocupación alemana en toda Europa. Este fue el acontecimiento que incentivó la creación de los Partisanos Yugoslavos, una resistencia comunista multi-étnica y antifascista liderada por Josip Broz Tito. El grupo creció rápidamente y en la Conferencia de Teherán de diciembre de 1943 ganaron el reconocimiento de los Aliados. Con el apoyo de los Aliados en la logística, equipamiento, entrenamiento y fuerzas aéreas, así como la asistencia de las tropas soviéticas en la Ofensiva de Belgrado, para mayo de 1945 los Partisanos obtuvieron el control de Yugoslavia y las regiones colindantes de Trieste y Carintia. Las aspiraciones políticas del movimiento se reflejaron en el Consejo Antifascista de Liberación del Pueblo de Croacia o ZAVNOH —creado en 1943 como la principal figura del Estado de Croacia y que en 1945 se convirtió en el Parlamento de Croacia—, y el AVNOJ, su contraparte a nivel federal.

### Yugoslavia Federal e independencia
Después de la Segunda Guerra Mundial Croacia se convirtió en una unidad federal socialista unipartidista de la República Federal Socialista de Yugoslavia, gobernada por los comunistas, pero con un cierto grado de autonomía dentro de la federación. En 1967 varios autores y lingüistas croatas publicaron la Declaración sobre el estatus y el nombre del idioma croata estándar, en el que demandaban un mayor grado de autonomía para el idioma croata. La declaración contribuyó a crear un movimiento nacional en busca de más derechos civiles y la descentralización de la economía, el cual culminó en la primavera croata de 1971, una serie de protestas reprimidas por el gobierno yugoslavo. Sin embargo, la constitución yugoslava de 1974 incrementó la autonomía de las unidades federales, una de las metas de la primavera croata, además de que estableció una base legal para la independencia de sus constituyentes federativos.

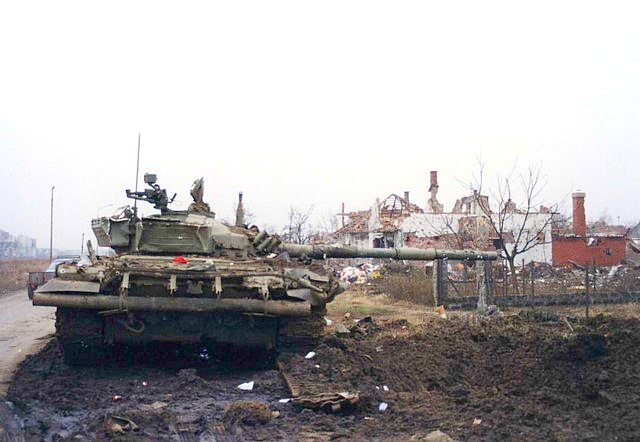
Un tanque yugoslavo destruido durante la batalla de Vukovar.

En la década de 1980 la situación política en Yugoslavia se deterioró debido a la tensión causada por el Memorando de la Academia de las Artes y de las Ciencias de Serbia de 1986 y los disturbios de 1989 en Voivodina, Kosovo y Montenegro. En enero de 1990 se fragmentó la Liga de Comunistas de Yugoslavia junto con sus filiales nacionales. El mismo año se celebraron las primeras elecciones multipartidistas en el país y el triunfo de Franjo Tuđman aumentó aún más las tensiones nacionalistas. Los serbios de Croacia dejaron el Sabor y declararon la autonomía de varias regiones para conformar la República Serbia de Krajina, un intento por independizarse de Croacia. Debido al aumento en las tensiones, Croacia declaró su independencia en junio de 1991, pero esta declaración no tuvo efecto sino hasta el 8 de octubre de 1991.
Los problemas étnicos y políticos desembocaron en la Guerra Croata de Independencia, donde el Ejército Popular Yugoslavo y varios grupos paramilitares serbios atacaron la nación. Para finales de 1991, una guerra intensa redujo el control croata a menos de una tercera parte de su territorio. El 15 de enero de 1992 Croacia obtuvo el reconocimiento diplomático de la Comunidad Económica Europea, y poco después de la ONU. La guerra terminó de forma definitiva en agosto de 1995 con una victoria decisiva para Croacia y provocando la expulsión de unos 250 000 serbios que habitaban en Croacia. El resto de las regiones ocupadas regresaron a su dominio conforme a lo establecido en el Convenio de Erdut de noviembre de 1995, aunque el proceso no finalizó hasta enero de 1998.
Una vez finalizada la guerra, el gobierno de Franjo Tuđman comenzó a perder popularidad, ya que la gente empezó a describir su mandato como «autocrático» y denunciaron las violaciones a los derechos humanos de las minorías serbias. Tras su muerte ocurrida en 1999, se celebraron las primeras elecciones totalmente democráticas en 2000, donde Stjepan Mesić resultó elegido presidente. En 2003, Croacia presentó su solicitud de ingreso a la Unión Europea y se convirtió en un candidato oficial un año más tarde. Durante su candidatura, tuvo que resolver las disputas fronterizas que mantenía con Eslovenia y mejorar algunos aspectos políticos, económicos y ambientales para ajustarse al modelo europeo. Finalmente, en enero de 2012 los ciudadanos croatas votaron a favor de su acceso y el 1 de julio de 2013, Croacia se convirtió en el 28.º miembro de la Unión Europea. Casi nueve años y medio después, a partir del 1 de enero de 2023, Croacia adoptó el Euro como moneda, sustituyendo a la kuna.
Desde finales de la década de 1990, 350.000 personas han emigrado de Croacia. La desigualdad, la corrupción y la falta de oportunidades son las principales razones de esta migración.

## Gobierno y política

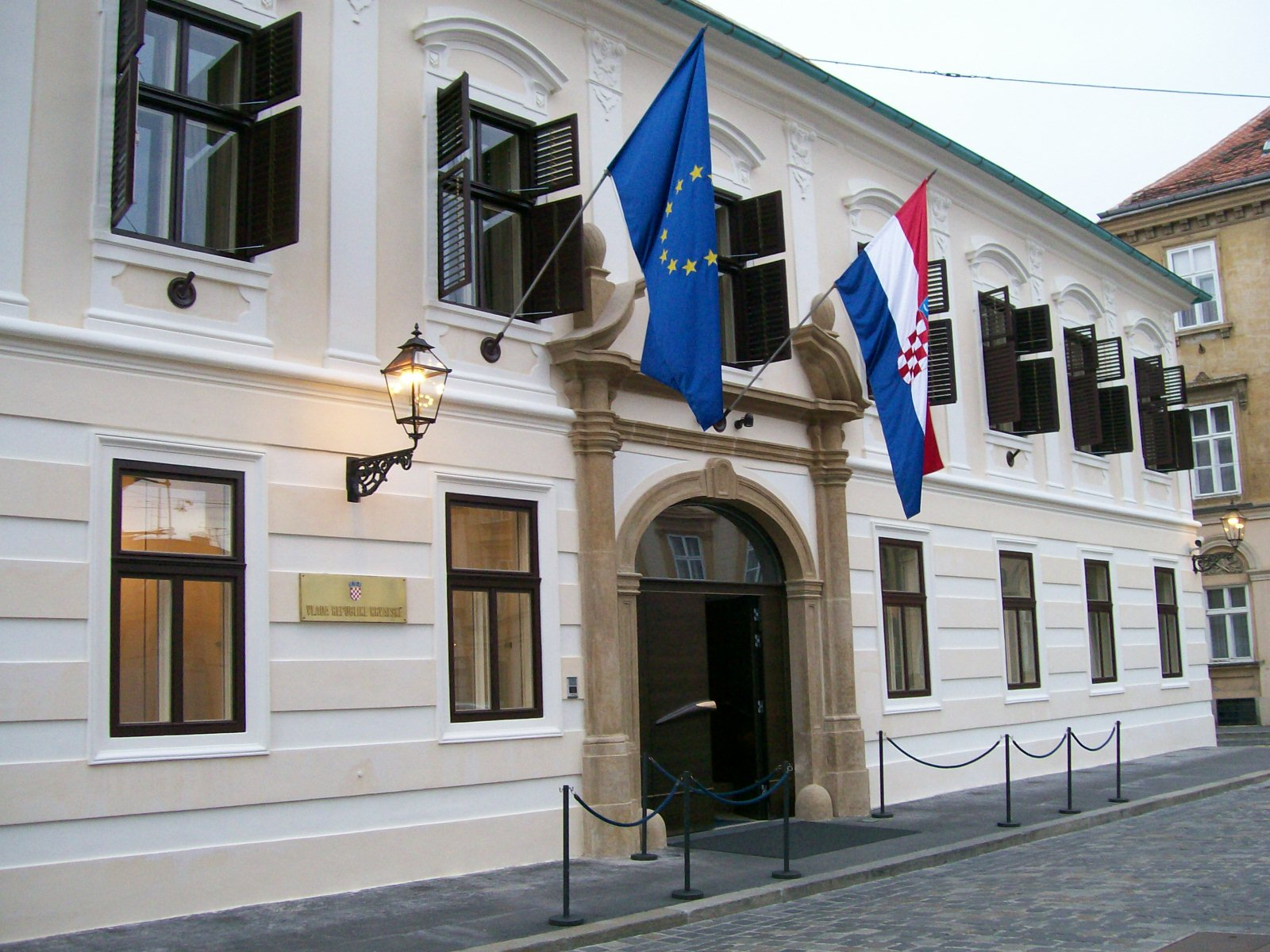
Banski dvori, antigua sede del ban croata y actual sede del gobierno.

Croacia es una república unitaria, democrática y parlamentaria. En 1990, tras el colapso del partido comunista que lideraba la RFS Yugoslavia, Croacia adoptó su constitución actual y organizó sus primeras elecciones multipartidistas. Declaró su independencia el 8 de octubre de 1991, con lo que desintegró a Yugoslavia y obtuvo el reconocimiento internacional por parte de la ONU en 1992. Bajo su constitución de 1990, Croacia operó con un sistema semipresidencial hasta 2000, cuando adoptó el sistema parlamentario actual. La constitución también establece la división del poder en tres ramas: ejecutivo, legislativo y judicial. El sistema legal de Croacia es el derecho continental, fuertemente influenciado, como su marco institucional, por el legado de su unión con Austria-Hungría. El 30 de junio de 2010, cuando finalizaron las negociaciones sobre su acceso a la UE, la legislación croata fue completamente adaptada al acervo comunitario.
El presidente es el jefe de Estado, elegido por sufragio directo para un término de cinco años, limitado por la constitución a un máximo de dos mandatos. Además de ser el comandante en jefe de las fuerzas armadas, tiene la obligación de elegir al primer ministro con la aprobación del parlamento, y juega un papel importante en la política exterior. Las elecciones presidenciales más recientes se celebraron el 22 de diciembre de 2019, donde obtuvieron mayoría Zoran Milanović y Kolinda Grabar-Kitarović, al no obtener ninguno de ellos más del 50 % de los votos emitidos, se efectuó una segunda vuelta el 5 de enero de 2020, donde Zoran Milanović resultó elegido con el 52.7 % de los votos y juró para el cargo el 19 de febrero de 2020.

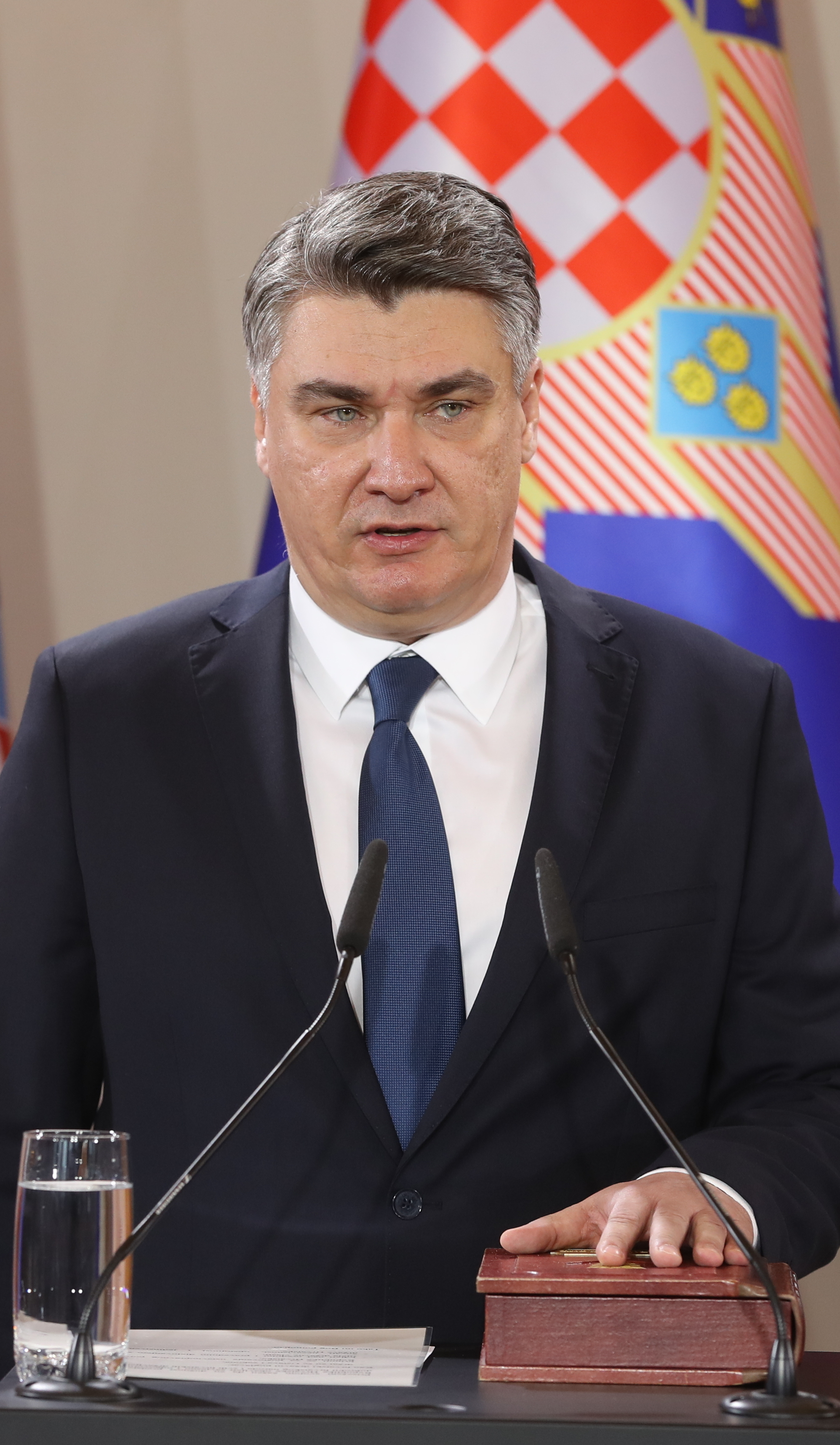
Zoran Milanović, actual presidente de Croacia.

El gobierno lo encabeza el primer ministro, quien tiene a su cargo cuatro viceprimer ministros y 17 ministros encargados de distintos ámbitos gubernamentales. El poder ejecutivo es responsable de proponer leyes y un presupuesto federal, ejecutar las leyes y guiar las políticas internas y externas de la república. La residencia oficial del gobierno se ubica en Banski dvori. Desde el 19 de octubre de 2016 el primer ministro croata es Andrej Plenković.
El parlamento (Sabor) es un cuerpo legislativo unicameral. El número de asientos puede variar entre 100 a 160; todos son electos por voto popular para un periodo de cuatro años. Las sesiones parlamentarias tienen lugar del 15 de enero al 15 de julio y se reanudan del 15 de septiembre al 15 de diciembre. Originalmente la constitución contemplaba una sistema bicameral, pero en 2001 se abolió la «Cámara de los Condados» para establecer el sistema actual. Los dos partidos políticos más grandes son la Unión Democrática Croata y el Partido Socialdemócrata de Croacia.
Croacia tiene un sistema judicial de tres niveles compuesto por la Corte Suprema, las Cortes del condado y las Cortes municipales. La Corte Constitucional se encarga de asuntos relacionados directamente con la constitución. Además de las anteriores, también existen los tribunales de faltas menores, comerciales y administrativas. La aplicación de la ley es responsabilidad de la fuerza de policía croata, que se encuentra bajo el control del Ministerio del Interior. En años recientes, la policía ha estado bajo una serie de reformas hechas con la asistencia de agencias internacionales, como la Organización para la Seguridad y la Cooperación en Europa (OSCE).

### Fuerzas armadas

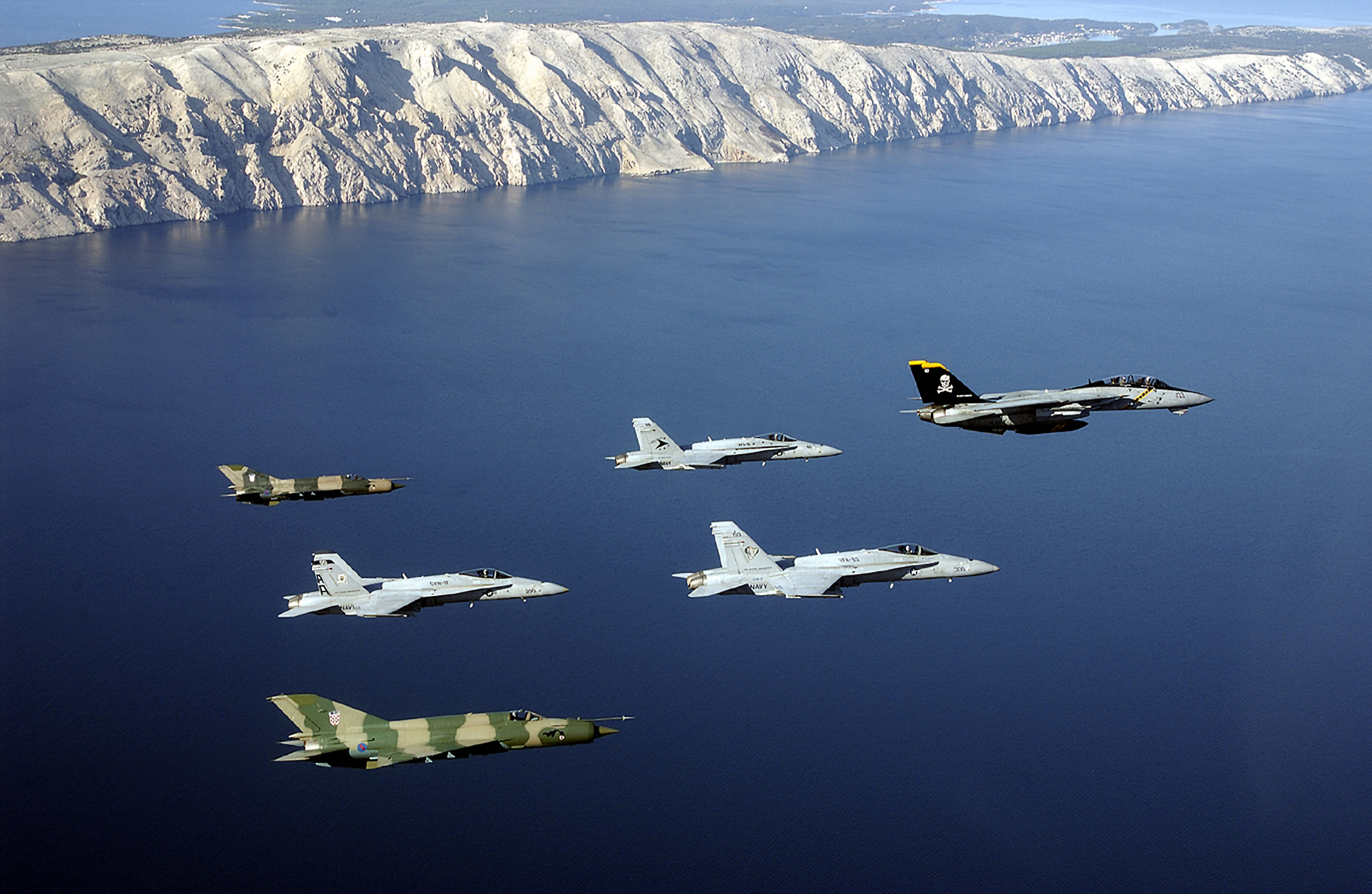
La Fuerza Aérea Croata y la Armada de los Estados Unidos participando en un entrenamiento multinacional.

Las Fuerzas Armadas de Croacia (FAC) consisten del Ejército, la Armada y la Fuerza Aérea, además del Comando de Educación y Entrenamiento y del Comando de Apoyo. Las FAC están lideradas por el Estado Mayor, bajo el mando del ministro de Defensa, y a su vez del presidente. De acuerdo a la constitución, el presidente es el comandante en jefe de las fuerzas armadas, y en caso de una amenaza directa, durante tiempos de guerra dicta órdenes al Estado Mayor.
Luego de la guerra de Croacia el gasto público y el tamaño de las FAC se redujeron progresivamente. En 2005 el gasto militar fue de 2.39 % del PIB, lo que colocó a Croacia como el 64.º país que más recursos invirtió en la milicia. Desde 2005 el presupuesto se ha mantenido por debajo del 2 % del PIB, comparado al récord de 11 % de 1994. Aunque tradicionalmente se apoyaban en un gran número de conscriptos, las FAC también se sometieron a un periodo de reformas encaminadas a la reducción, reestructuración y profesionalización, principalmente durante los años previos al acceso del país a la OTAN. De acuerdo a un decreto presidencial publicado en 2006, en tiempos de paz las FAC cuentan con un personal militar activo de 18 100 efectivos del ejército, 3000 civiles y 2000 voluntarios conscriptos de entre 18 y 30 años de edad.
El servicio militar obligatorio se abolió en enero de 2008. Anteriormente, los hombres de 18 años servían al ejército durante nueve meses, luego de 2001, este plazo se redujo a seis meses. Los objetores de conciencia podían optar por un servicio a la comunidad de ocho meses.
En 2011 el ejército croata tenía 120 soldados activos en el extranjero como parte de las fuerzas de mantenimiento de paz de la ONU, incluyendo 95 que fungían como parte de la Fuerza de las Naciones Unidas de Observación de la Separación en los Altos del Golán. Además, 350 efectivos militares servían para la OTAN en las fuerzas de la ISAF en Afganistán y otros 20 en la KFOR en Kosovo.
Croacia también tiene una industria militar importante, que en 2010 exportó cerca de US$ 120 millones en equipo militar y armamento. Entre las armas hechas en Croacia y los vehículos usados por las FAC se destacan la HS2000 fabricada por HS Produkt y el fusil de asalto VHS, y anteriormente en las plantas de Duro Dákovic se ensamblaba el M-84, diseño que sería actualizado localmente en dos variantes: el M-84D y el M-95 Degman, incluso un prototipo de este, el M-91 fue diseñado por la anterior empresa. Los uniformes, municiones, distintivos y cascos de las FAC también se fabrican en el país y se comercializan en el extranjero.

### Relaciones exteriores

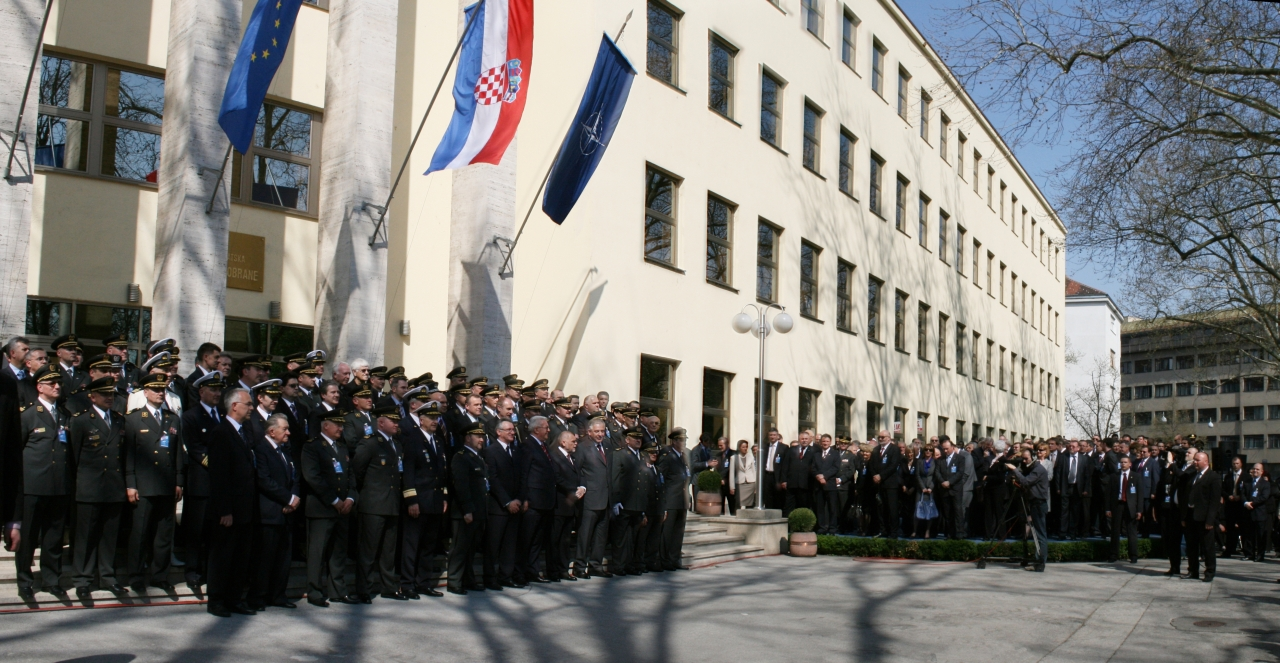
Ceremonia de izamiento en el Ministerio de Defensa en Zagreb, celebrando su adhesión a la OTAN en 2009.

Croacia mantiene relaciones diplomáticas con 174 países. En 2009 Croacia contaba con una red de 51 embajadas, 24 consulados y ocho misiones diplomáticas permanentes en el extranjero. Del mismo modo, hay 52 embajadas y 69 consulados en la república, además de oficinas de organizaciones internacionales como el Banco Europeo para la Reconstrucción y el Desarrollo, la Organización Internacional para las Migraciones, la OSCE, el Banco Mundial, la Organización Mundial de la Salud (OMS), el Tribunal Penal Internacional para la ex Yugoslavia (TPIY), el Programa de las Naciones Unidas para el Desarrollo (PNUD), el Alto Comisionado de las Naciones Unidas para los Refugiados (ACNUR) y la Unicef. En 2009 el Ministerio de Relaciones Exteriores e Integración Europea empleó a 1381 personas e invirtió 648.2 millones HRK (US$ 86.4 millones). Los principales objetivos de la política exterior croata incluyen mejorar las relaciones con los países vecinos, desarrollar la cooperación internacional y promover la economía y cultura de Croacia.
Desde 2003 esta política exterior se ha enfocado en alcanzar la meta estratégica de convertirse en un miembro de la Unión Europea. El 9 de diciembre de 2011 la nación completó las negociaciones para su adhesión y firmó el Tratado de Acceso a la UE. Croacia se convirtió en un miembro pleno de la UE el 1 de julio de 2013, el fin de un proceso que comenzó en 2001 cuando firmó el Acuerdo de Estabilización y Asociación. Un obstáculo recurrente en las negociaciones fue el historial de cooperación del país con el ICTY y las protestas de Eslovenia a causa de las disputas fronterizas entre ambos estados. Esto último se resolvió por medio de un Acuerdo de Arbitraje el 4 de noviembre de 2009, aprobado por el parlamento de Eslovenia y un referendo. En el 1 de enero de 2023 se unió al espacio Schengen y a la zona euro.
Durante la década de 2000, otra de las metas estratégicas de la política exterior croata fue su ingreso a la Organización del Tratado del Atlántico Norte (OTAN). En 2000 la OTAN incluyó a Croacia en la Asociación para la Paz, pero fue hasta 2008 cuando recibió la invitación para formar parte de la organización y se unió formalmente el 1 de abril de 2009. Croacia fue miembro del Consejo de Seguridad de las Naciones Unidas para el periodo 2008–2009.

### Derechos humanos
En materia de derechos humanos, respecto a la pertenencia a los siete organismos de la Carta Internacional de Derechos Humanos, que incluyen al Comité de Derechos Humanos (HRC), Croacia ha firmado o ratificado:
| Croacia | Tratados internacionales | Tratados internacionales  | Tratados internacionales | Tratados internacionales | Tratados internacionales | Tratados internacionales | Tratados internacionales    | Tratados internacionales | Tratados internacionales | Tratados internacionales | Tratados internacionales | Tratados internacionales | Tratados internacionales  | Tratados internacionales | Tratados internacionales | Tratados internacionales  | Tratados internacionales | Tratados internacionales |
| --- | --- | ------------------------- | --- | --- | --- | --- | --------------------------- | --- | ------------------------ | --- | --- | --- | ------------------------- | ------------------------ | ------------------------ | ------------------------- | ------------------------ | ------------------------ |
| Croacia | CESCR | CESCR                     | CCPR | CCPR | CCPR | CERD | CED                         | CEDAW | CEDAW                    | CAT | CAT | CRC | CRC                       | CRC                      | CRC                      | MWC                       | CRPD                     | CRPD                     |
| Croacia | CESCR | CESCR-OP                  | CCPR | CCPR-OP1 | CCPR-OP2-DP | CERD | CED                         | CEDAW | CEDAW-OP                 | CAT | CAT-OP | CRC | CRC-OP-AC                 | CRC-OP-SC                | CRC-OP-CP                | MWC                       | CRPD                     | CRPD-OP                  |
| Pertenencia | Croacia ha reconocido la competencia de recibir y procesar comunicaciones individuales por parte de los órganos competentes. | Ni firmado ni ratificado. | Croacia ha reconocido la competencia de recibir y procesar comunicaciones individuales por parte de los órganos competentes. | Croacia ha reconocido la competencia de recibir y procesar comunicaciones individuales por parte de los órganos competentes. | Croacia ha reconocido la competencia de recibir y procesar comunicaciones individuales por parte de los órganos competentes. | Croacia ha reconocido la competencia de recibir y procesar comunicaciones individuales por parte de los órganos competentes. | Firmado pero no ratificado. | Croacia ha reconocido la competencia de recibir y procesar comunicaciones individuales por parte de los órganos competentes. | Firmado y ratificado.    | Croacia ha reconocido la competencia de recibir y procesar comunicaciones individuales por parte de los órganos competentes. | Croacia ha reconocido la competencia de recibir y procesar comunicaciones individuales por parte de los órganos competentes. | Croacia ha reconocido la competencia de recibir y procesar comunicaciones individuales por parte de los órganos competentes. | Ni firmado ni ratificado. | Firmado y ratificado.    | Sin información.         | Ni firmado ni ratificado. | Firmado y ratificado.    | Firmado y ratificado.    |
| Firmado y ratificado, firmado, pero no ratificado, ni firmado ni ratificado, sin información, ha accedido a firmar y ratificar el órgano en cuestión, pero también reconoce la competencia de recibir y procesar comunicaciones individuales por parte de los órganos competentes. | |                           | | | | |                             | |                          | | | |                           |                          |                          |                           |                          |                          |

## Religiones y creencias
Al 2021, las creencias religiosas se distribuían de la siguiente manera, según el censo de la Oficina de Estadística de Croacia, publicado el 22 de septiembre del 2022:
- 87,39 % cristianismo

- 78,97 % catolicismo
- 0,26 % protestantismo
- 3,32 % ortodoxia
- 4,84 % otras denominaciones cristianas

- 1,32 % islam
- 0,01 % judaísmo
- 6,4 % sin filiación religiosa
- 2,3 % otras
- 1,79 % sin respuesta
- 2,14 % sin información[135]

## Organización territorial

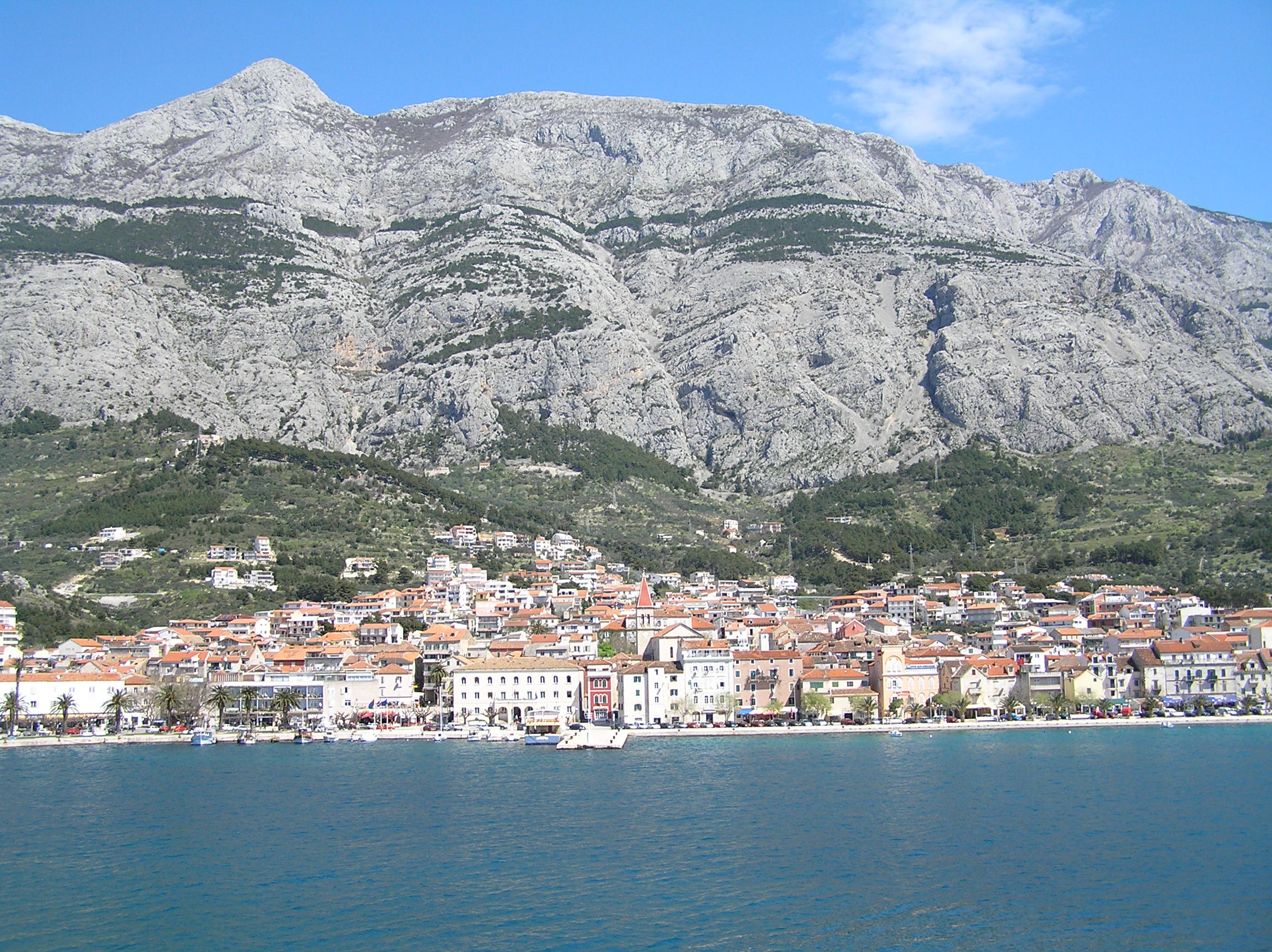
Makarska, condado de Split-Dalmacia.

La primera vez que Croacia se dividió en condados fue durante la Edad Media. Las divisiones cambiaron con el paso del tiempo y reflejaron la pérdida de territorio ante la invasión otomana y la subsecuente liberación del mismo, así como los cambios en el estatus políticos de Dalmacia, Dubrovnik e Istria. La división tradicional en condados se abolió en los años 1920, cuando el Reino de los Serbios, Croatas y Eslovenos y el Reino de Yugoslavia introdujeron los óblasts y las banovinas, respectivamente. El mandato comunista abolió las divisiones anteriores e introdujo los municipios, organizando el territorio croata en cerca de 100 municipios. La legislación de 1992 reintrodujo los condados, alterados significativamente a como estaban distribuidos a principios de la década de 1920. Por ejemplo, en 1918 la región croata de Transleitania estaba dividida en ocho condados con cabecera en Bjelovar, Gospić, Ogulin, Požega, Vukovar, Varaždin, Osijek y Zagreb, pero la legislación de 1992 estableció catorce condados en el mismo territorio.
Desde el restablecimiento de los condados en 1992, Croacia se divide en veinte condados (županija) y la ciudad capital de Zagreb, esta última cuenta con la autoridad y estatus legal de un condado y una ciudad (grad). Desde entonces, las fronteras de los condados cambiaron en un par de ocasiones, la última modificación se realizó en 2006. A su vez, los condados se dividen en 127 ciudades y 429 municipios. La división del país en NUTE se hace en distintos niveles. NUTE 1 define al país como una sola entidad, mientras que NUTE 2 lo divide en tres regiones. Estas son Croacia Noroccidental, Croacia Central y Oriental (Panonia) y Croacia Adriática. Esta última comprende todos los condados ubicados en la costa. Croacia Noroccidental incluye la ciudad de Zagreb y los condados de Zagreb, Krapina-Zagorje, Varaždin, Koprivnica-Križevci y Međimurje. Por último, Croacia Central y Oriental incluye los condados restantes Bjelovar-Bilogora, Virovitica-Podravina, Požega-Slavonia, Brod-Posavina, Osijek-Baranja, Vukovar-Syrmia, Karlovac y Sisak-Moslavina. Los condados individuales y la ciudad de Zagreb también representan el nivel de NUTE 3. Los NUTE se dividen en dos niveles de Unidades Administrativas Locales (UAL). Las UAL 1 coinciden con la división en condados y la ciudad de Zagreb, mientras que las UAL 2 corresponden a las ciudades y municipios de Croacia.

Condados de Croacia.

Condados de Croacia
| - 1. Zagreb - 2. Krapina-Zagorje - 3. Sisak-Moslavina - 4. Karlovac - 5. Varaždin - 6. Koprivnica-Križevci - 7. Bjelovar-Bilogora | - 8. Primorje-Gorski Kotar - 9. Lika-Senj - 10. Virovitica-Podravina - 11. Požega-Eslavonia - 12. Brod-Posavina - 13. Zadar - 14. Osijek-Baranja | - 15. Šibenik-Knin - 16. Vukovar-Srijem - 17. Split-Dalmacia - 18. Istria - 19. Dubrovnik-Neretva - 20. Međimurje - 21. Ciudad de Zagreb |  |

## Geografía

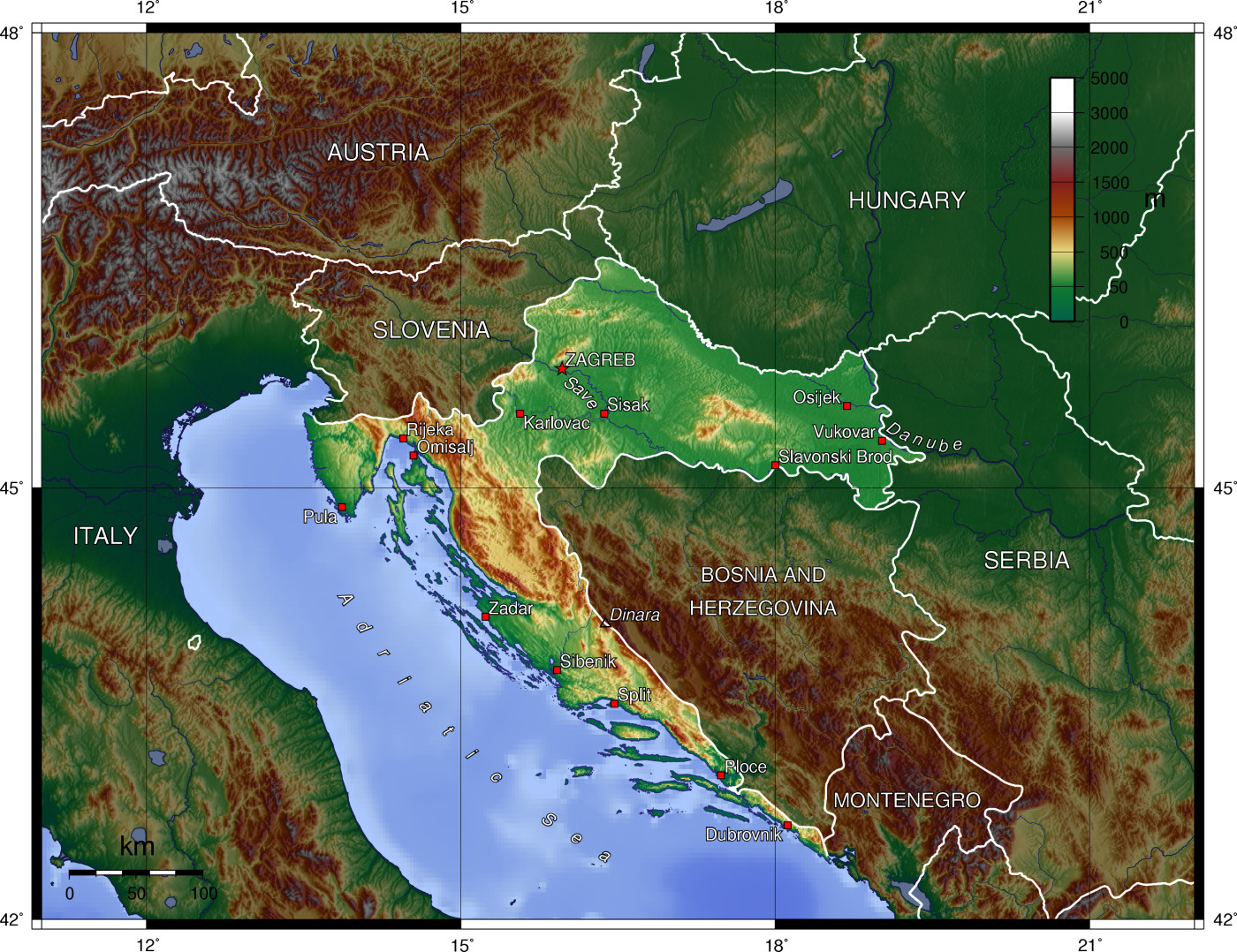
Mapa topográfico de Croacia.

Croacia está ubicada entre Europa Central y Europa meridional, y colinda al noreste con Hungría, al este con Serbia, al sureste con Bosnia-Herzegovina y Montenegro, al suroeste con el mar Adriático y al noroeste con Eslovenia. Gran parte del país se ubica entre las latitudes 42° y 47° N y las longitudes 13° y 20° E. Parte de su territorio en el extremo sur que rodea a Dubrovnik es prácticamente un exclave conectado al resto del país solo por sus aguas territoriales, pero separado del continente por una pequeña franja de litoral que le pertenece a Neum, Bosnia-Herzegovina.
Su superficie es de 56 594 km², 55 974 km² de tierra y 620 km² de agua, esto lo hace el 127.º país más grande del mundo. La principal característica del relieve son las montañas de los Alpes Dináricos, cuyo punto más alto es el Dinara, con 1831 m s. n. m., ubicado al sur cerca de la frontera con Bosnia-Herzegovina. La costa del mar Adriático conforma el límite sureste del país, y delante de ella existen más de mil islas e islotes de tamaños diversos, 48 están permanentemente habitados. Las islas más grandes son Cres y Krk, cada una con un área de alrededor de 405 km².
Varios ríos atraviesan las colinas del norte de Hrvatsko Zagorje y las planicies de Eslavonia en el este (que forman parte de la llanura Panónica), los más importantes son el Sava, el Drava, el Kupa y el Danubio. Este último es el segundo río más largo de Europa, corre a través de la ciudad de Vukovar en el extremo este y forma parte de su frontera con Serbia. Las regiones centro y sur cerca de la costa del Adriático y las islas cuentan con montañas pequeñas cubiertas por bosques. Los recursos naturales encontrados en cantidad importante para su explotación incluyen el petróleo, carbón, bauxita, hierro, calcio, yeso, asfalto, sílice, mica, arcilla y sal.
El relieve kárstico constituye cerca de la mitad de la superficie de Croacia y es especialmente prominente en los Alpes Dináricos. Hay varias cavernas profundas en todo el país, 49 de ellas tienen una profundidad mayor de los 250 m, 14 sobrepasan los 500 m y hay tres sistemas que superan los 1000 m. El cuerpo de agua más famoso en la nación son los lagos de Plitvice, un sistema de 16 lagos con cascadas que los conectan entre los suelos de dolomita y caliza. Los lagos son reconocidos por sus colores distintivos, que van del turquesa, al verde, gris y azul.

### Clima

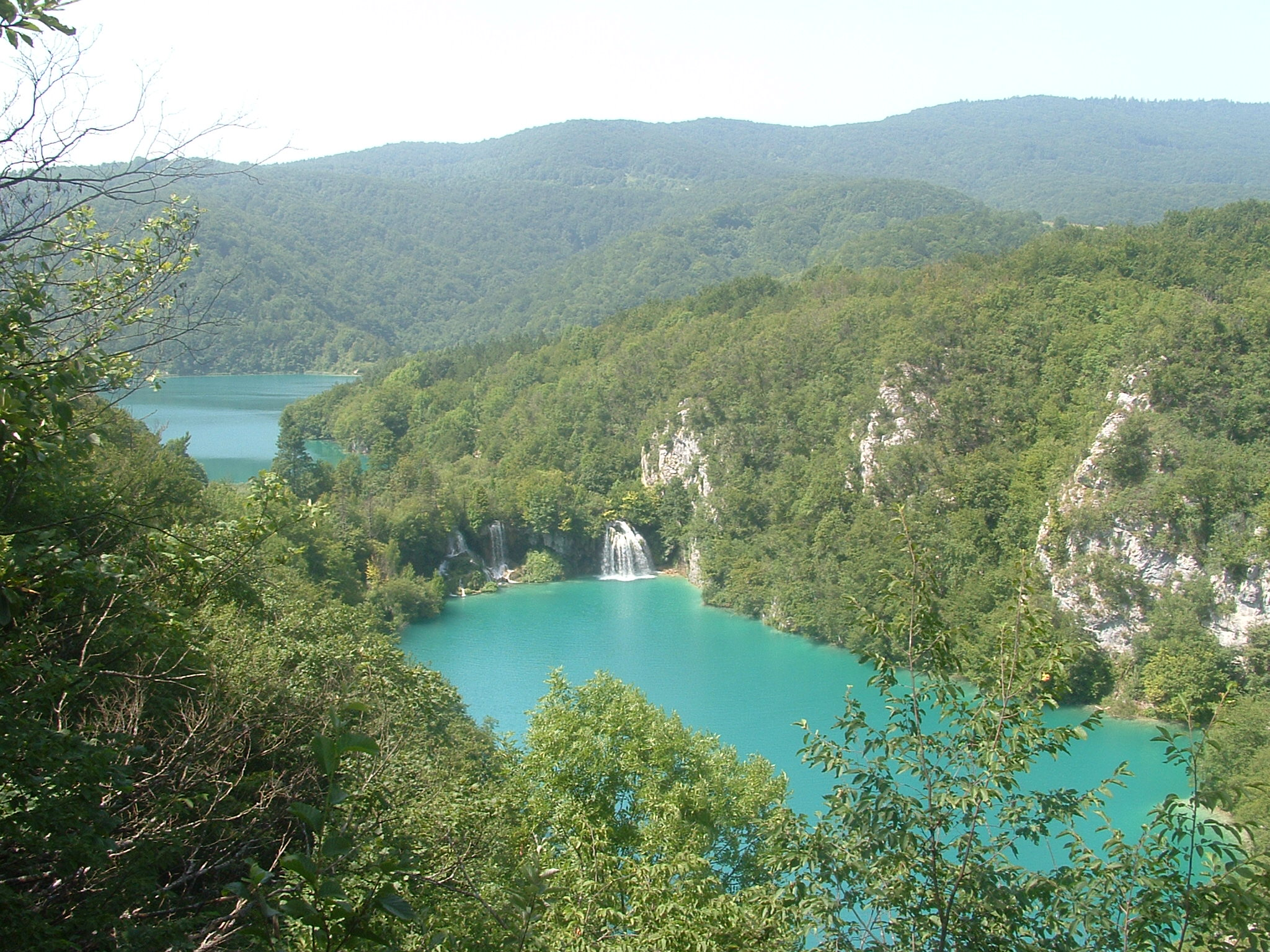
Parque nacional de los Lagos de Plitvice, un sitio declarado Patrimonio de la Humanidad por la Unesco.

La mayor parte del territorio croata cuenta con un clima moderadamente cálido y lluvioso, es decir, un clima continental, según la clasificación climática de Köppen. La temperatura promedio mensual va de -3 °C en enero a 18 °C en julio. Las partes más frías del país son Lika y Gorski Kotar, donde se registran nevadas y clima frío en sitios cuya altitud supera los 1200 m s. n. m. Las áreas más cálidas son la costa y sus alrededores, dado que las temperaturas altas son moderadas por el mar, donde existe un clima mediterráneo. De esta forma, el cambio de temperatura es más pronunciado en la zona continental: el 3 de febrero de 1919 Čakovec registró la temperatura más baja con -35.5 °C, mientras que el 5 de julio de 1950 Karlovac registró la temperatura más alta de 42.4 °C.

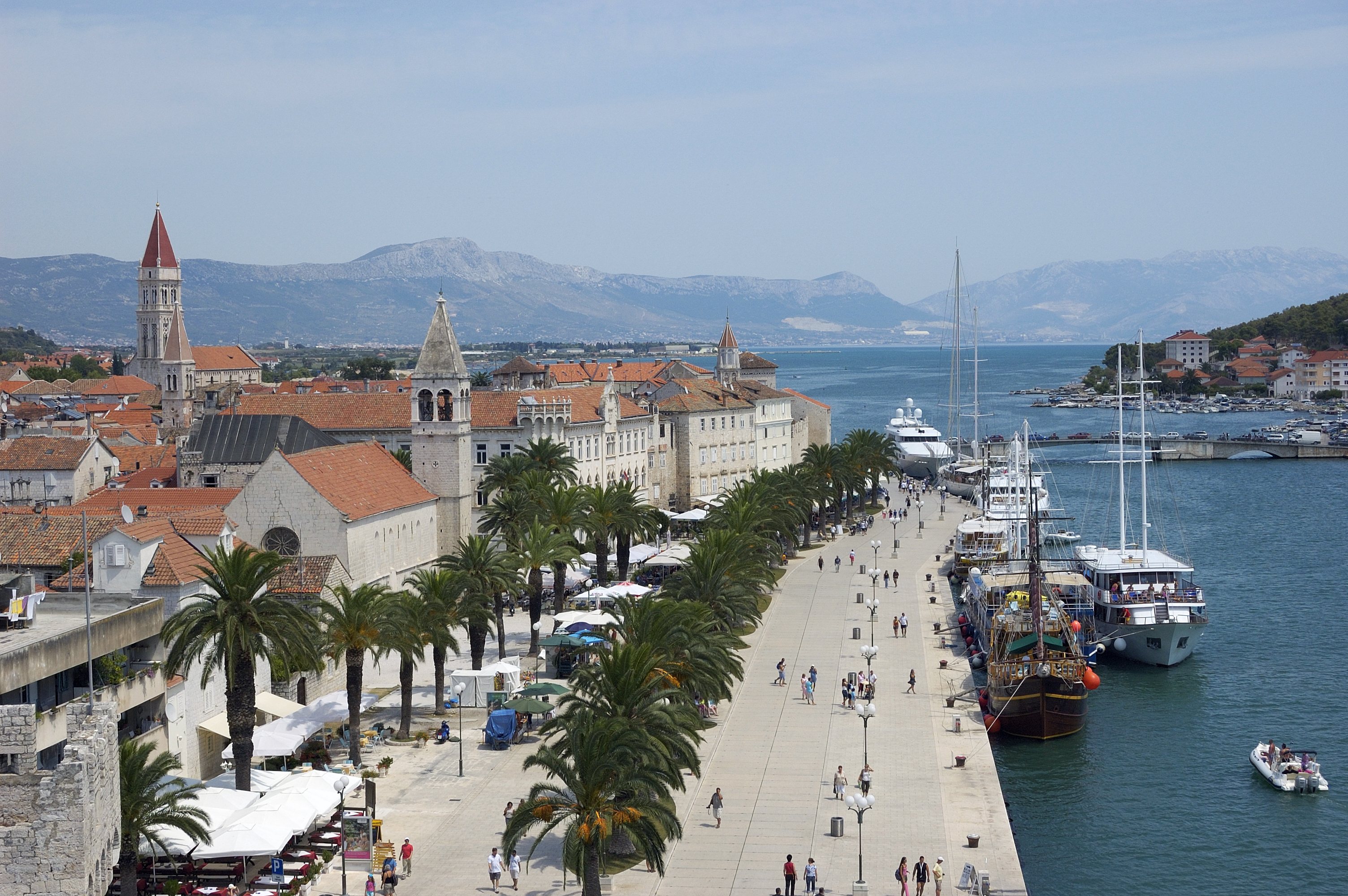
Vista de Trogir.

Basado en lo anterior, se puede dividir al país en tres regiones climáticas. En el norte, las llanuras de Panonia experimentan un clima continental que se caracteriza por las lluvias intensas con veranos calurosos e inviernos fríos. La región central, dominada por los Alpes Dináricos, cuenta con un clima de montaña con veranos cortos y frescos e inviernos largos e intensos. Finalmente, la costa del Adriático goza de un clima mediterráneo con inviernos fríos y lluviosos, y veranos secos y cálidos.
La media de precipitación anual va de los 600 mm hasta 3500 mm, dependiendo de la región y el clima predominante en ella. Los lugares más secos son las islas (Vis, Lastovo, Biševo, Svetac) y la parte este de Eslavonia, sin embargo, en este último las lluvias se concentran en solo una temporada. Los niveles máximos de precipitación a menudo se observan en la cadena montañosa de Dinara y en Gorski Kotar. Los vientos que prevalecen en el interior del país son ligeros o moderados en el noreste y el suroeste, mientras que en la costa los vientos son determinados por la geografía local. Casi siempre las rachas de viento más fuertes se registran en la costa durante los meses más fríos, generalmente como bora y rara vez como siroco. Las partes más soleadas de Croacia son las islas como Hvar y Korčula, donde reciben más de 2700 horas de sol durante todo el año, seguidos por la parte sur del mar Adriático, la costa norte y Eslavonia; todas ellas reciben más de 2000 horas de sol por año.

### Flora, fauna y medio ambiente

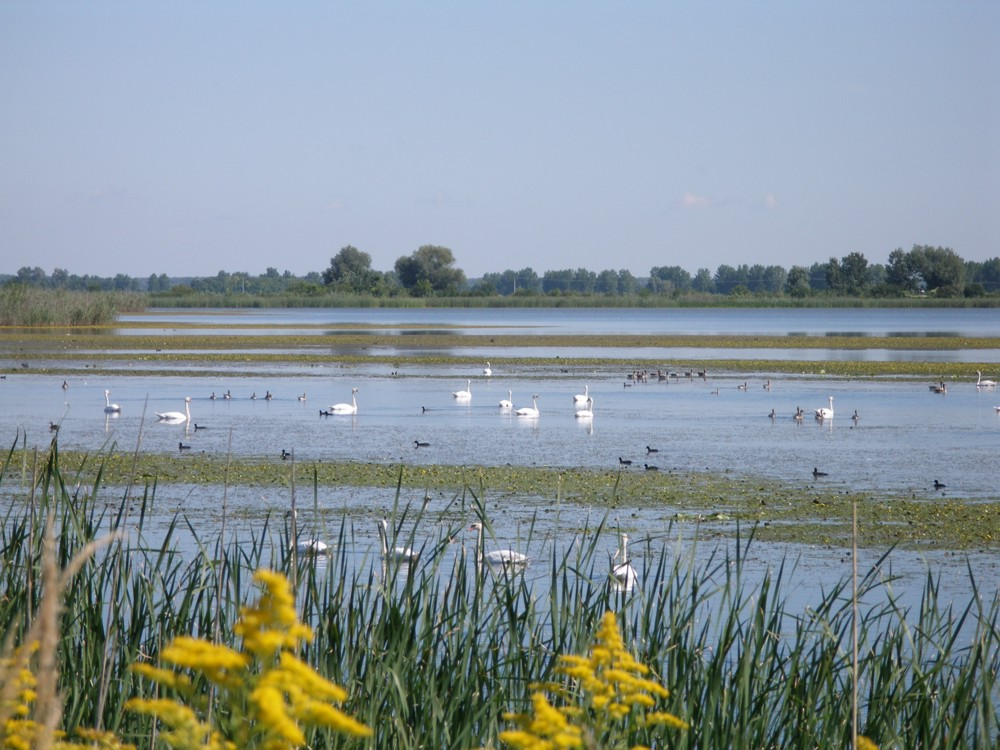
El parque natural Kopački Rit, uno de los humedales más grandes en Europa.

Gracias a que es uno de los países con mayor biodiversidad en Europa, Croacia se puede dividir en varias ecorregiones según el clima y la geomorfología. Las cuatro regiones biogeográficas en las que se divide son: Mediterráneo en la costa y las tierras adyacentes, Alpino en gran parte de Lika y Gorski Kotar, Panonia a lo largo del Drava y el Danubio, y Continental en el resto del país. Una de sus principales características son los hábitats karst, que incluyen los karst sumergidos, como en los cañones de Zrmanja y río Krka, así como los hábitats subterráneos. La geología karst alberga más de 7000 cavernas y pozos, algunos de ellos son el hogar del único vertebrado acuático de cavernas, el proteo. Los bosques son otro de los ecosistemas importantes en el país, ya que cubren más de 2 490 000 ha, alrededor del 44 % del territorio croata. Otros ecosistemas incluyen humedales, praderas, ciénagas, pantanos, matorrales, hábitats costeros y marinos. En términos de fitogeografía, Croacia es parte del Reino Holártico: Iliria y las provincias de Europa Central se encuentran en la región Circumboreal y la costa es parte de la región mediterránea. Por su parte, el Fondo Mundial para la Naturaleza divide su territorio en tres ecorregiones: bosque mixto de los Alpes Dináricos, Bosque mixto de Panonia y el bosque caducifolio de Iliria.

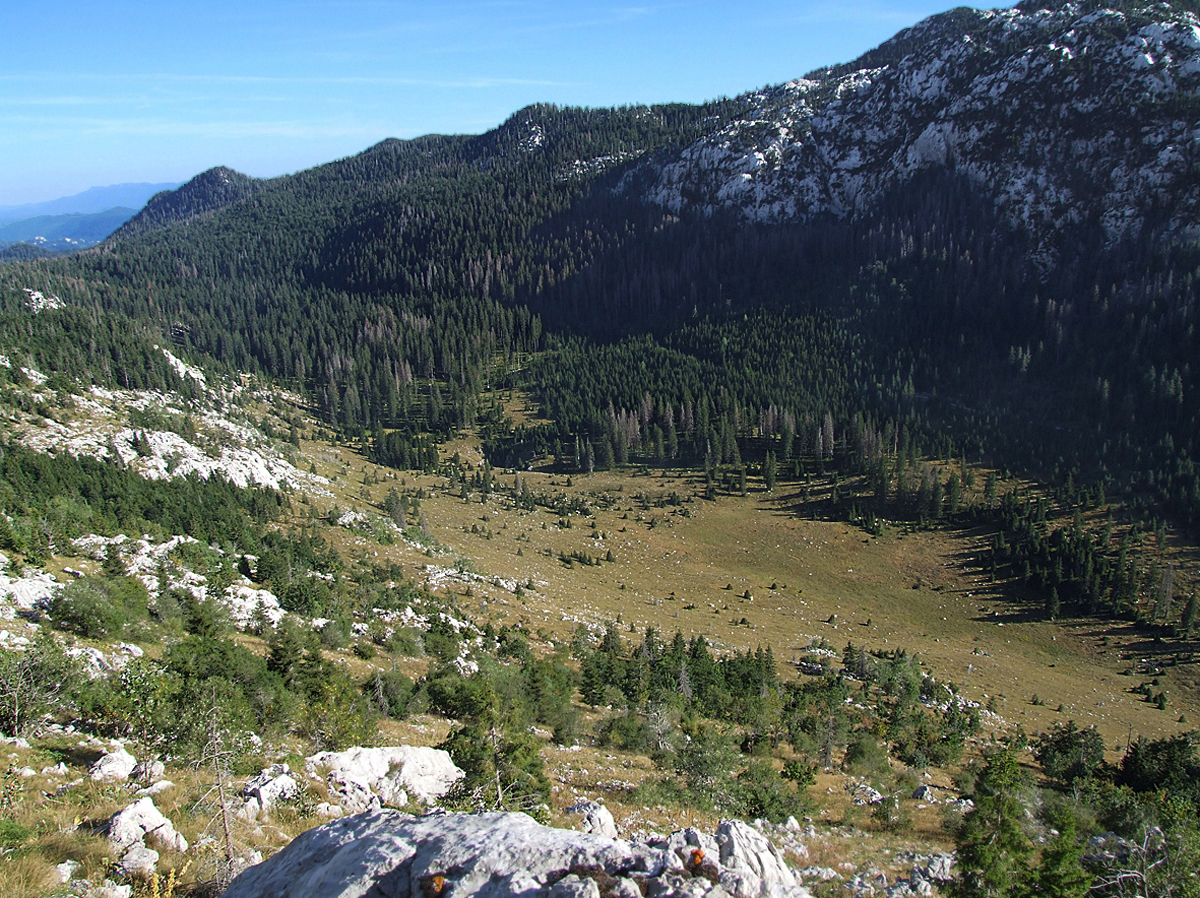
Karst en el parque nacional Sjeverni Velebit.

En Croacia viven más de 37 000 especies conocidas de plantas y animales, pero el número real se estima entre las 50 000 y 100 000. El descubrimiento de casi 400 nuevas especies de invertebrados durante la primera mitad de los años 2000 avalan dicha estimación. De estas, más de mil se consideran endémicas, especialmente aquellas que viven en las montañas de Velebit y Biokovo, así como las islas del Adriático y los karst. Aunque 1131 especies están protegidas por la ley, muchas de ellas se encuentran seriamente amenazadas por la pérdida y degradación de sus hábitats. A esto se le añade la aparición de otras especies foráneas, especialmente el alga Caulerpa taxifolia. Esta alga invasora es monitoreada constantemente y se remueve para proteger la zona béntica. Las plantas cultivadas por los nativos, así como las razas de animales domesticados también son numerosas. Entre estas se incluyen cinco razas de caballos, cinco de vacas, ocho de borregos, dos de cerdos y una de aves de corral. Nueve de estas razas autóctonas se encuentran amenazadas o en peligro de extinción.
Hay 444 áreas protegidas que abarcan el 9 % del país. Estas incluyen ocho parques nacionales, dos reservas naturales estrictas y diez parques naturales. El parque nacional más antiguo y famoso es el parque nacional de los Lagos de Plitvice, un sitio declarado Patrimonio de la Humanidad por la Unesco. Por otro lado, el parque nacional Sjeverni Velebit es parte del programa de Reserva de la Biosfera de la Unesco. El gobierno central administra y protege las reservas estrictas y especiales, así como los parques nacionales y naturales, mientras que los condados se encargan de otras áreas protegidas más pequeñas. En 2005 se estableció la Red Nacional Ecológica como un primer intento para acceder a la Unión Europea y a la red Natura 2000.

## Economía

Eurozona.

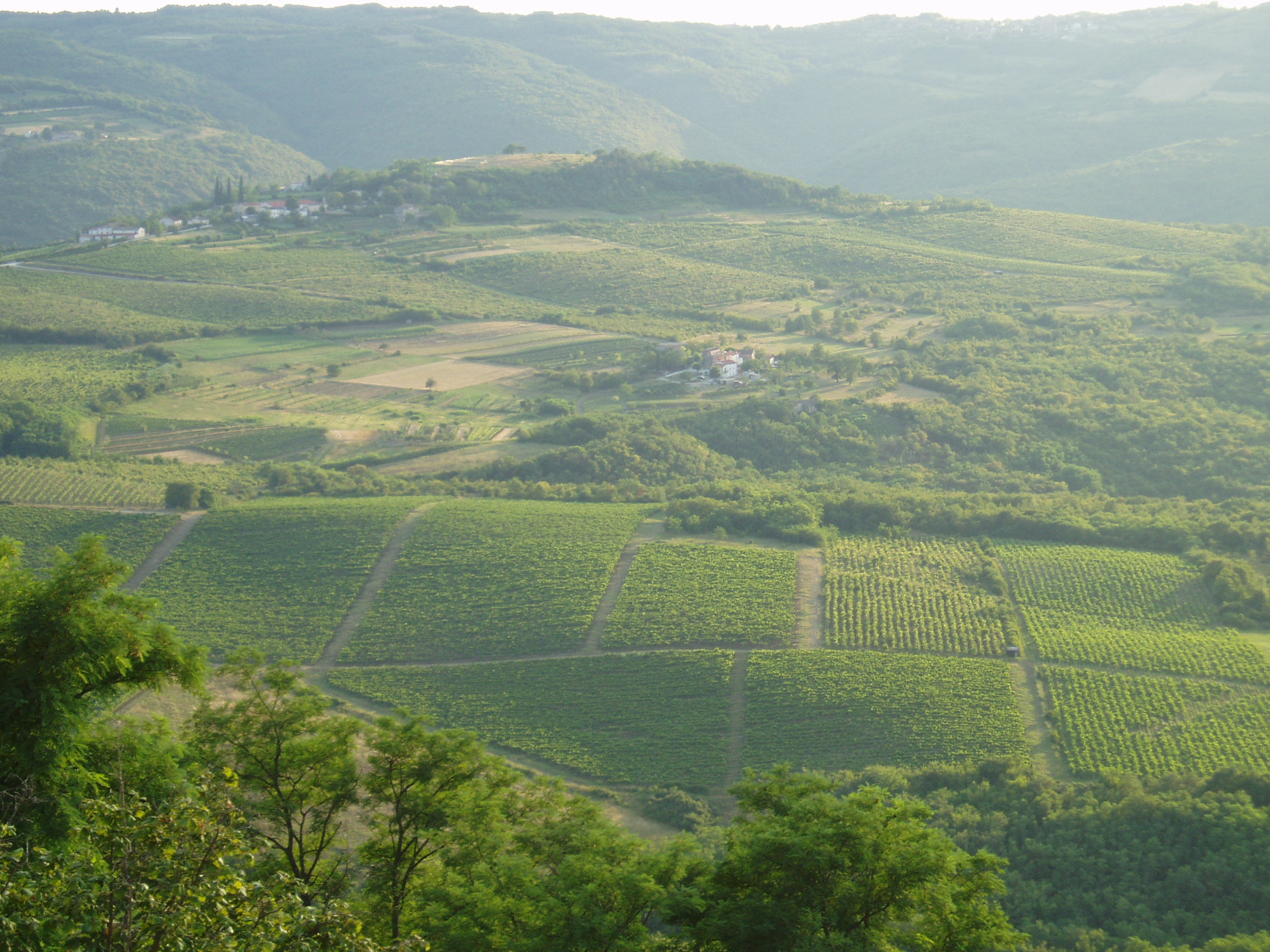
El vino se produce en casi todas las regiones de Croacia.

De acuerdo con el Banco Mundial, Croacia cuenta con una economía de mercado de altos ingresos. En 2012 el Fondo Monetario Internacional estimó el PIB nominal en US$ 63 842 millones, es decir, US$ 14 457 per cápita; el PIB por paridad de poder adquisitivo (PPA) era de US$ 80 334 millones o US$ 18 191 per cápita. De acuerdo con Eurostat, en 2010 el PIB (PPA) per cápita era solo el 61 % del promedio de la Unión Europea, mientras que el crecimiento real del PIB durante 2007 fue del 6 %. Ese mismo año la Organización Internacional del Trabajo reveló que la tasa de desempleo se estabilizó en 9.1 %, luego de caer rápidamente desde el 14.7 % en 2002. Sin embargo, la cifra volvió a aumentar en los meses siguientes, llegando a un pico de 13.7 % en diciembre de 2008. Para junio de 2012 el salario neto de un trabajador croata promedio era de 5492 HRK (US$ 912) al mes.
En 2010 la economía estaba dominada por el sector servicios, el cual componía el 66 % del PIB, seguido por la industria con 27.2 % y la agricultura con el 6.8 %. Lo mismo sucede en la distribución de la fuerza de trabajo: 64.5 % de la población económicamente activa trabaja para el sector servicios, 32.8 % para la industria y 2.7 % en el campo. Por su parte, el sector industrial está dominado por la construcción de embarcaciones, procesamiento de alimentos, farmacéuticas, tecnologías de la información, la industria bioquímica y maderera. En 2010 las exportaciones croatas tuvieron un valor de 64 900 millones HRK (US$ 11 255 millones) y las importaciones alcanzaron los 110 300 millones HRK (US$ 19 127 millones). Su socio comercial más importante es la Unión Europea.
El nuevo gobierno croata de 1991 hizo poco para comenzar con la privatización y la transición hacia una economía de mercado antes de que la guerra estallara. Debido a estos conflictos, la infraestructura económica sufrió un daño grave, particularmente la industria turística; entre 1989 y 1993, el PIB cayó un 40.5 %. El gobierno aún controla una parte importante de la economía, ya que los gastos gubernamentales representan el 40 % del PIB. Los principales obstáculos que enfrenta la economía croata es el sistema judicial atrasado, la ineficiencia de la administración pública, especialmente en los problemas de propiedad de la tierra y la corrupción. En 2012 Transparencia Internacional colocó al país en el puesto 62 del Índice de Percepción de Corrupción, con una puntuación de 46. Otro problema importante es la gran deuda pública que continúa creciendo, que ya alcanzó un valor de más de US$ 44 240 millones o 89.1 % del PIB.

### Turismo

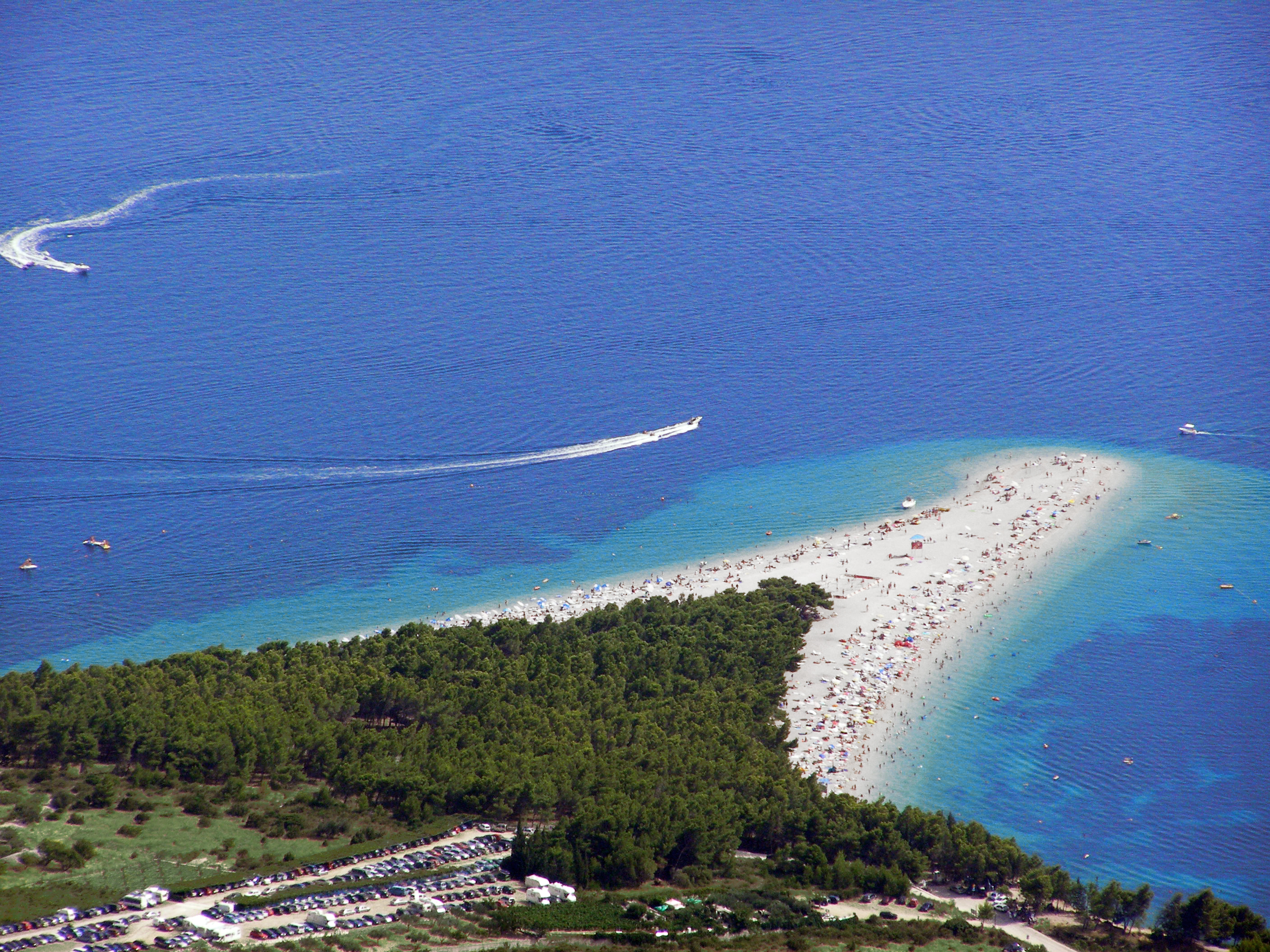
Playa de Zlatni Rat en la Isla Brac, uno de los destinos turísticos de Croacia.

En 2011, Croacia fue el 24.º país más visitado en el mundo, con más de nueve millones de visitantes extranjeros. El turismo domina el sector servicios y provee más del 20 % del PIB croata. En 2011 los ingresos de la industria turística fueron de US$ 8600 millones. Sus efectos positivos son notorios en toda la economía de Croacia, gracias al aumento en el volumen de transacciones en negocios minoristas, el número de órdenes procesadas por la industria y los empleos de temporadas vacacionales. Algunos lo consideran un bien de exportación porque reduce de manera significativa el desequilibrio de la balanza comercial externa. Desde el fin de la Guerra de Independencia, la industria del turismo creció rápidamente, el número de visitantes se multiplicó cuatro veces hasta más de 10 millones de turistas cada año. La mayoría de ellos proviene de países cercanos como Alemania, Eslovenia, Austria y la República Checa, quienes pasan un promedio de 4.9 días en Croacia.
La mayor parte de la industria turística se concentra a lo largo de la costa del Adriático. A mediados del siglo XIX Opatija se convirtió en el primer centro turístico importante de la región. En los años 1890 se tornó en uno de los principales destinos del turismo médico europeo. Más tarde se establecieron un gran número de centros turísticos a lo largo de la costa y en varias islas, donde se ofrecen numerosos servicios que van desde el turismo náutico, gracias a las marinas numerosas con más de 16 000 amarraderos, hasta el turismo cultural, que basa su atractivo en las ciudades costeras medievales y los múltiples eventos culturales que se celebran cada verano. El interior ofrece destinos de montaña, agroturismo y spas. Zagreb también es uno de los destinos turísticos más importantes, a la altura de las ciudades costeras. Croacia goza de un ecosistema marino poco contaminado, resultado de numerosas reservas naturales y 116 playas de Bandera Azul.
Cerca del 15 % de los visitantes realiza actividades relacionadas con el naturismo, una industria muy popular en Croacia, el primer país europeo que desarrolló centros turísticos para este propósito.

## Infraestructura

### Transporte

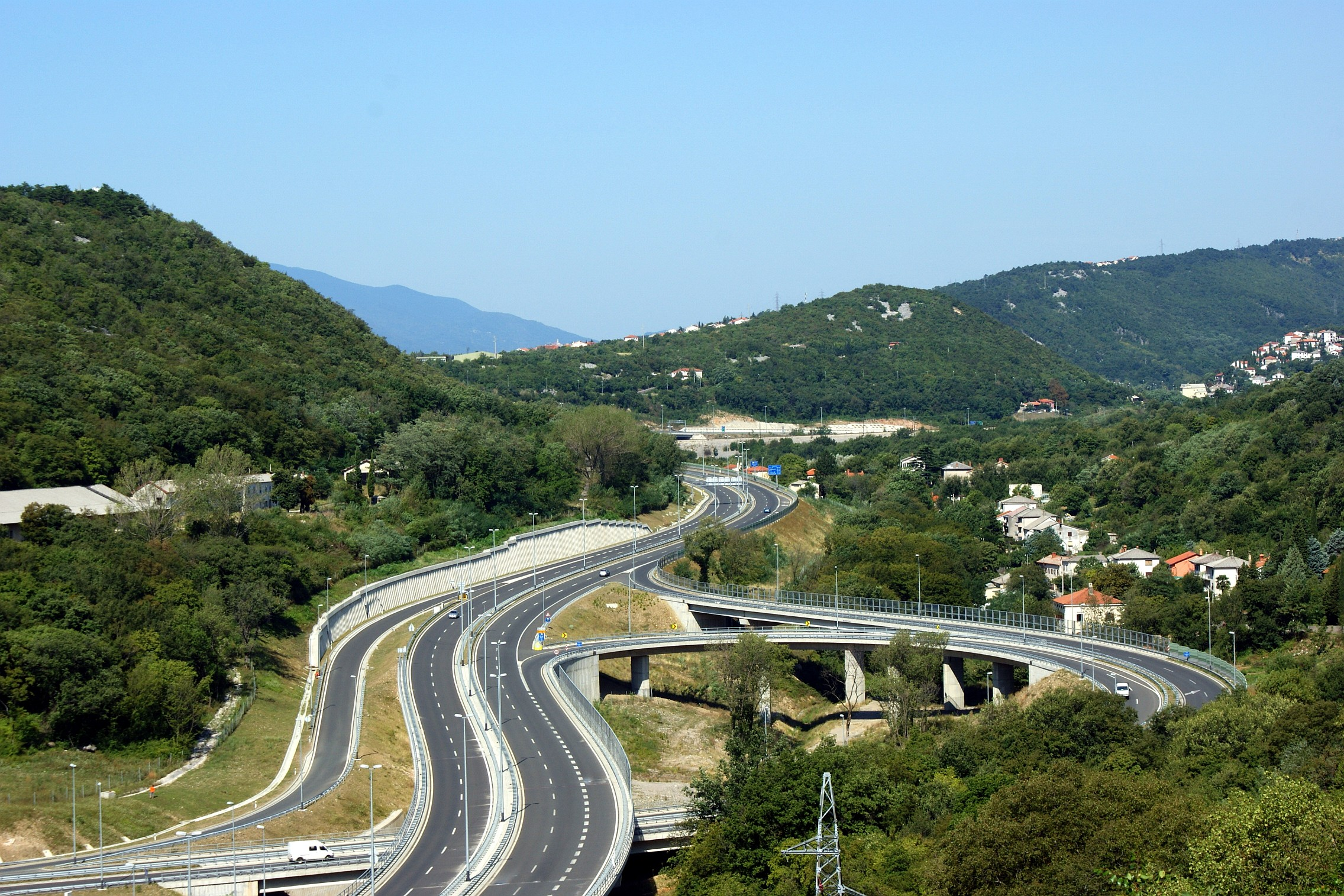
La A7 forma parte de la red de autopistas de Croacia.

El principal avance en el desarrollo de la infraestructura es la rápida construcción de una red de carreteras, en su mayor parte desarrollada a finales de los años 1990 y principios de 2000. Para 2011 Croacia contaba con más de 1100 km de carreteras que conectaban Zagreb con casi todas las regiones y continuaban a varias carreteras europeas y cuatro corredores Pan-Europeos. Las autopistas más transitadas son la A1, que conecta a Zagreb con Split, y la A3, que corre de este a oeste en el norte de Croacia y Eslavonia. Una amplia red de caminos estatales le sirven como vías periféricas que conectan las localidades más grandes del país. La alta calidad y seguridad de la red de caminos croata se comprobó con múltiples programas como el EuroTAP y el EuroTest.
Croacia cuenta con una red de ferrocarriles que cubre 2722 km, de las cuales 985 km están electrificadas y 254 km cuentan con dos carriles. Las rutas más importantes son las que continúan los corredores Pan-Europeos Vb y X, que conectan Rijeka con Budapest y Liubliana con Belgrado, ambas vía Zagreb. Hrvatske Željeznice opera todos los servicios ferroviarios. Hay seis aeropuertos internacionales, ubicados en Zagreb, Zadar, Split, Dubrovnik, Rijeka, Osijek y Pula. A principios de 2011, Croacia reunía todos los requisitos de seguridad aérea de la Organización Internacional de Aviación Civil y la Administración Federal de Aviación, catalogado como un país Categoría 1.

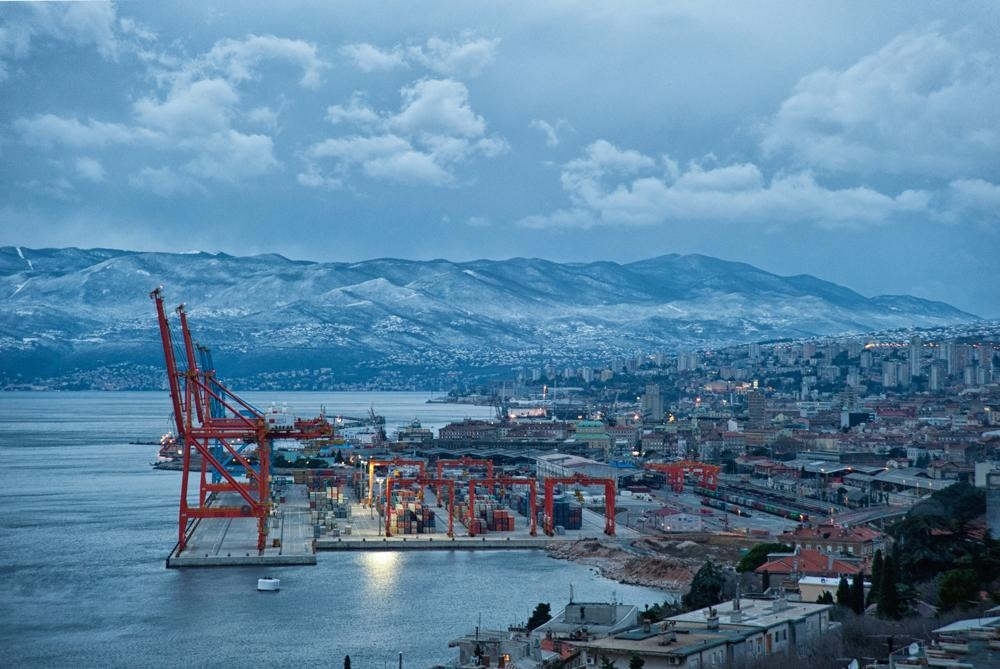
Puerto de Rijeka, el más importante del país.

El puerto de carga más importante en la nación es el puerto de Rijeka, mientras que los más transitados son los de Split y Zadar. Además de estos, existen varios puertos menores que sirven a un gran sistema de transbordadores que conectan las numerosas islas con las ciudades costeras, así como aquellas rutas que conectan con Italia. El puerto más grande en un río es el de Vukovar, a orillas del Danubio, el cual representa uno de los puntos que conforman el corredor Pan-Europeo VII.

### Energía
Las fuentes de producción de energía dentro del territorio cubren 85 % de la demanda nacional de gas natural y 19 % de la demanda de petróleo. En 2008 la energía producida provenía del uso de gas natural (47.7 %), petróleo (18 %), madera (8.4 %), plantas hidroeléctricas (25.4 %) y otras fuentes de energía renovable (0.5 %). En 2009 la producción total neta de energía eléctrica era de 12 725 GWh y Croacia importaba 28.5 % de la electricidad que utilizaba. La mayor parte de la electricidad proviene de la central nuclear de Krško, Eslovenia —aunque 50 % le pertenece a Hrvatska elektroprivreda—, que brinda el 15 % de la electricidad utilizada en Croacia.
Existen 610 km de oleoductos en Croacia, que conectan la terminal petrolífera del puerto de Rijeka con las refinerías de Rijeka y Sisak, así como otras terminales. El sistema tiene la capacidad de transportar 20 millones de toneladas por año. El sistema de transporte de gas natural comprende 2516 km de tuberías y más de 300 estructuras asociadas, las cuales unen los campos de producción con el almacén de gas natural de Okoli, 27 terminales y 37 sistemas de distribución.

### Medios de comunicación

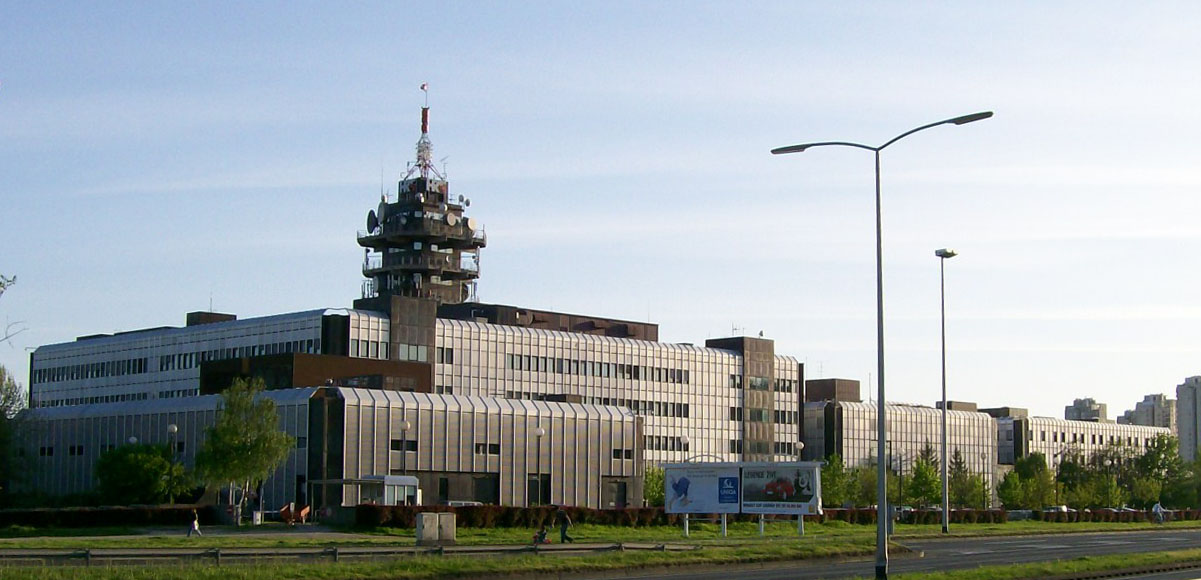
Radio Zagreb, ahora parte de Hrvatska Radiotelevizija, fue la primera estación de radio pública del sureste de Europa.

La constitución de Croacia garantiza la libertad de prensa y la libertad de expresión. En el Índice de libertad de prensa de 2013 publicado por Reporteros Sin Fronteras, Croacia se colocó en el puesto 64. HINA es la agencia de información del Estado que proporciona noticias en croata e inglés sobre política, economía, sociedad y cultura.
Sin embargo, pese a lo establecido en la ley, desde 2000 Freedom House clasificó a Croacia como un país parcialmente libre, en cuanto a libertad de prensa y de expresión se refiere. En el informe de Libertad de Prensa Global de 2013, se colocó en la posición de 81 de 197 países. Freedom House también reportó una mejora en la legislación aplicable que refleja el acceso de Croacia a la UE, aunque resaltó algunos ejemplos de políticos que intentaron esconder investigaciones periodísticas e influenciar los reportajes de noticias, dificultades en el acceso público a la información y que gran parte de la prensa impresa es controlada por la agencia alemana Europapress Holding y la austriaca Styria Media Group. En 2009 Amnistía Internacional reportó que había un aumento en el número de ataques físicos y asesinatos contra periodistas. Los incidentes fueron perpetrados en su mayoría contra aquellos que investigaban sobre crímenes de guerra y el crimen organizado.
Existen nueve canales de televisión en señal abierta: Hrvatska Radiotelevizija (HRT), Nova TV y RTL Televizija operan dos canales cada uno, mientras que los tres restantes son administrados por el Comité Olímpico de Croacia, Kapital Net d.o.o. y Author d.o.o. Además hay 21 canales de televisión regionales y locales DVB-T. HRT también transmite vía satélite. En 2009 había 146 estaciones de radio. La radio Voz de Croacia emite en croata, alemán, inglés y español para el exterior por satélite e internet. La televisión por cable y las redes IPTV están ganando territorio, ya que sirven a cerca de 450 000 personas, 10 % de la población total.
Hay 314 periódicos y 2678 publicaciones en Croacia. La prensa escrita está dominada por Europapress Holding y Styria Media Group, quienes publican los diarios más importantes del país: Jutarnji list, Vecernji list y 24sata. Otros periódicos de influencia son Novi list, Slobodna Dalmacija y Vjesnik, este último propiedad del Estado. De acuerdo a datos del 2006, Jutarnji list es el diario más vendido en Croacia, seguido de Vecernji list y 24sata.

## Demografía

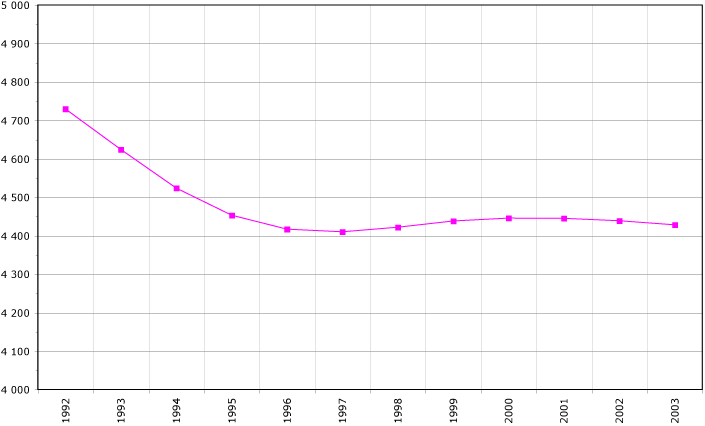
Evolución demográfica de Croacia.

Conforme al censo de 2011, Croacia cuenta con una población de 4.29 millones de habitantes, el 125.º país más poblado en el mundo.
Su densidad de población es de 75.9 hab./km² y su esperanza de vida al nacer es de 75.7 años. La tasa de fertilidad es de 1.5 hijos por mujer, uno de los más bajos en el mundo. Desde 1991 la tasa de mortalidad supera constantemente la tasa de natalidad. Sin embargo, desde finales de los años 1990, ha habido un aumento en la migración hacia Croacia, con un pico de poco más de 7000 inmigrantes en 2006. La Oficina de Estadísticas de Croacia prevé que la población podría descender a 3.1 millones para 2051, dependiendo del comportamiento de las tasas de natalidad y migración. La población de Croacia aumentó constantemente de 2.1 millones en 1857 hasta su pico de 4.7 millones en 1991, con la excepción de los censos de 1921 y 1948, realizados luego de las guerras mundiales. Actualmente el crecimiento natural de la población es negativo, y la transición demográfica se completó en la década de 1970. De acuerdo a su política de migración, Croacia intenta atraer a los emigrantes de vuelta a su territorio. No obstante, en años recientes se ha presionado al gobierno croata para elevar un 40 % el costo de las licencias de trabajo a los extranjeros.
El descenso demográfico también es resultado de la guerra de Independencia de Croacia. Durante el conflicto, gran parte de la población fue desplazada y la emigración aumentó. En 1991 en las áreas con predominio serbio, más de 400 000 croatas y de otras etnias fueron ahuyentados y expulsados de sus hogares por las fuerzas serbocroatas. Durante los últimos días de la guerra en 1995, entre 120 000 y 200 000 serbios salieron del país antes de la llegada del ejército croata durante la Operación Tormenta. Dentro de los diez años posteriores a la guerra, solo 117 000 de los serbios desplazados regresaron al país. La mayoría de los serbios que aún viven en Croacia nunca se establecieron en los territorios ocupados durante la Guerra de Independencia. Los serbios solo han repoblado parcialmente las regiones donde vivían anteriormente, mientras que otras zonas previamente ocupadas por los serbios fueron repobladas por los refugiados croatas de Bosnia-Herzegovina, en su mayor parte de la Republika Srpska. La mayor parte de la población de Croacia es croata (89.6 %), el país más étnicamente homogéneo de las seis antiguas repúblicas yugoslavas. Los grupos minoritarios incluyen a los serbios (4.5 %), bosníacos, húngaros, italianos, eslovenos, alemanes, checos, romaníes y otros (5.9 %).

### Religión

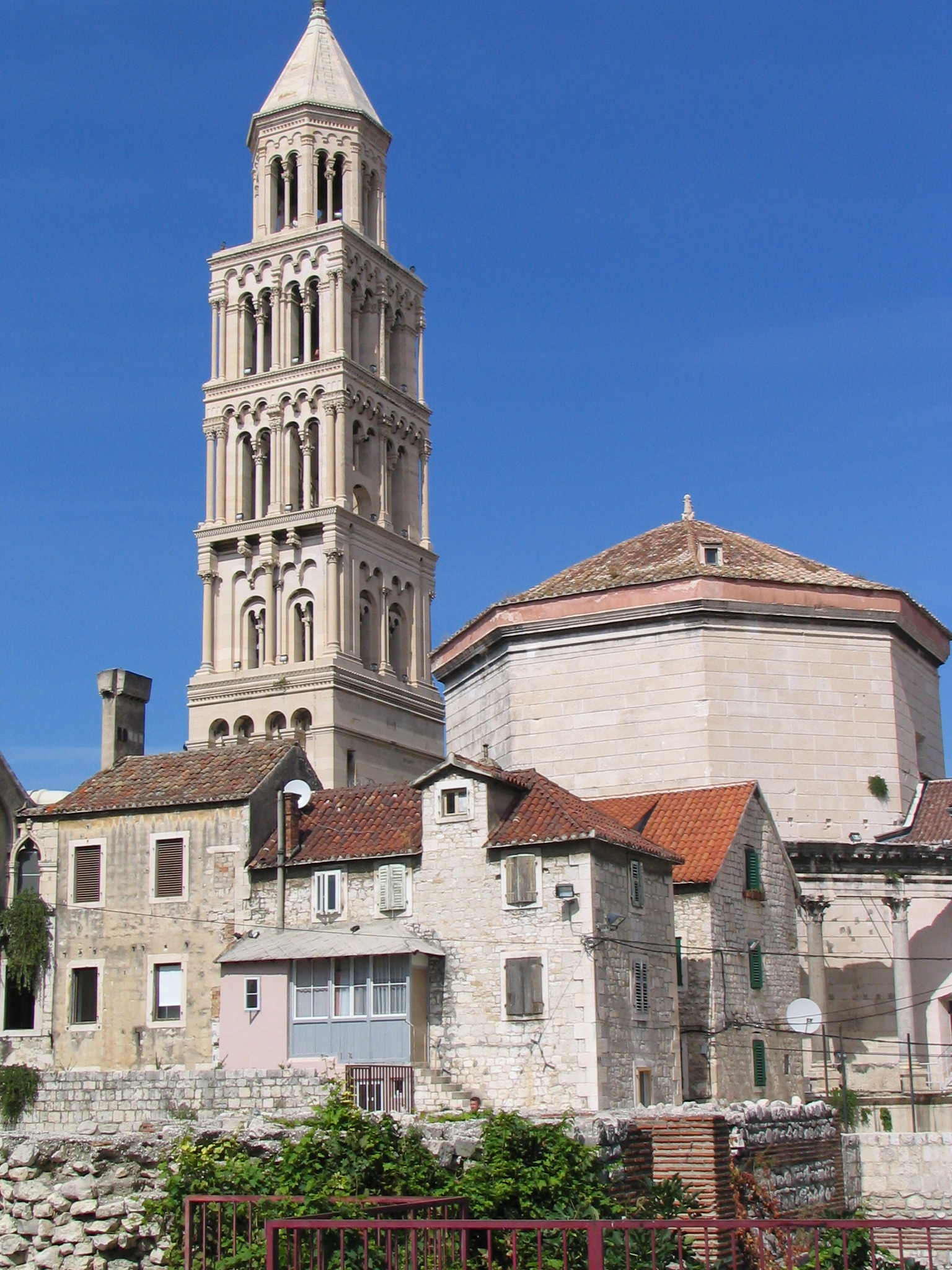
Catedral de Split.

Croacia es un Estado laico, donde la constitución establece la libertad de culto y la libertad de profesar de forma pública la convicción religiosa para todos sus ciudadanos. En la encuesta del Eurobarómetro de 2005, el 67 % de la población respondió que «sí creían en que existe un Dios». En un cuestionario hecho por Gallup en 2009, 70 % de los croatas respondieron de manera afirmativa a la pregunta «¿La religión es parte importante de su vida diaria?». Según datos del 2011, las principales religiones en Croacia son el catolicismo (86,2 %), el cristianismo ortodoxo (4,4 %), protestantismo (0,6 %), el islam (1,5 %), otras religiones (0,9 %) y el ateísmo (3,8 %). Además, el Ministerio de Administración Pública de Croacia tiene registradas 54 comunidades religiosas activas en todo el territorio nacional.
La afiliación religiosa se correlaciona de forma estrecha con la etnicidad. Por ejemplo, la mayor parte de los cristianos ortodoxos son de origen serbio y viven en las ciudades cercanas a la frontera con Bosnia-Herzegovina, Serbia y Montenegro. Históricamente, la religión se utilizó como una manera de identificar el origen étnico de la población, algo que favoreció el desarrollo de la discriminación y la violencia, especialmente durante los conflictos étnicos de los años 1990.

### Idiomas

Mapa lingüístico de los dialectos hablados en Croacia.

El croata es el idioma oficial de Croacia y el 24° idioma oficial de la Unión Europea. Los idiomas minoritarios son de uso oficial en las unidades de gobierno local donde sean utilizados por más de un tercio de la población o donde la legislación local así lo marque. Estos lenguajes son: el checo, el húngaro, el italiano, el ruteno, el serbio y el eslovaco. De acuerdo con el censo de 2011, el 95.6 % de los ciudadanos declararon al croata como su lengua materna, mientras que el serbio lo fue de 1.23 %. El croata es una lengua eslava meridional y gran parte de su vocabulario se deriva de la rama eslava de la familia lingüística indoeuropea. El croata se escribe utilizando el alfabeto latino. En el país existen tres grandes dialectos, el estocavo (Štokavski) se utiliza como el croata estándar, mientras que el chakaviano (Cakavski) y el kaikaviano (Kajkavski) se distinguen por su léxico, fonología y sintaxis.
Desde 1961 a 1991 el idioma oficial fue el serbocroata. Incluso durante el mandato socialista, los croatas a menudo se referían a esta lengua como croataserbio o simplemente como croata. Las variantes serbias y croatas de este idioma no fueron reconocidas como distintas en aquella época, pero eran referidas como las versiones orientales y occidentales, además de que utilizaban dos alfabetos distintos: el latino y el cirílico serbio. Con respecto al idioma los croatas adoptan una postura proteccionista frente a las influencias foráneas, gracias a que ha estado bajo cambios constantes impuestos por los diversos gobernantes; por ejemplo, las palabras de origen austriaco, húngaro, italiano y turco se cambiaron y alteraron para que tuvieran un «sonido eslavo». Los croatas se opusieron a los esfuerzos por imponer políticas para incluir al croata dentro del serbocroata o del eslavo meridional. El croata reemplazó al latín como el idioma oficial del gobierno croata hasta el siglo XIX.
Un estudio de 2009 reveló que el 78 % de los croatas asegura conocer al menos otro idioma. De acuerdo a otro estudio hecho por la Comisión Europea en 2005, 49 % de los croatas utiliza el inglés como su segunda lengua, 34 % habla alemán y 14 % el italiano. El francés y el ruso son hablados por el 4 %, cada uno, y 2 % de los croatas hablan español. De manera análoga, una gran parte de los eslovenos (59 %) tienen algún grado de conocimiento del croata.

### Educación

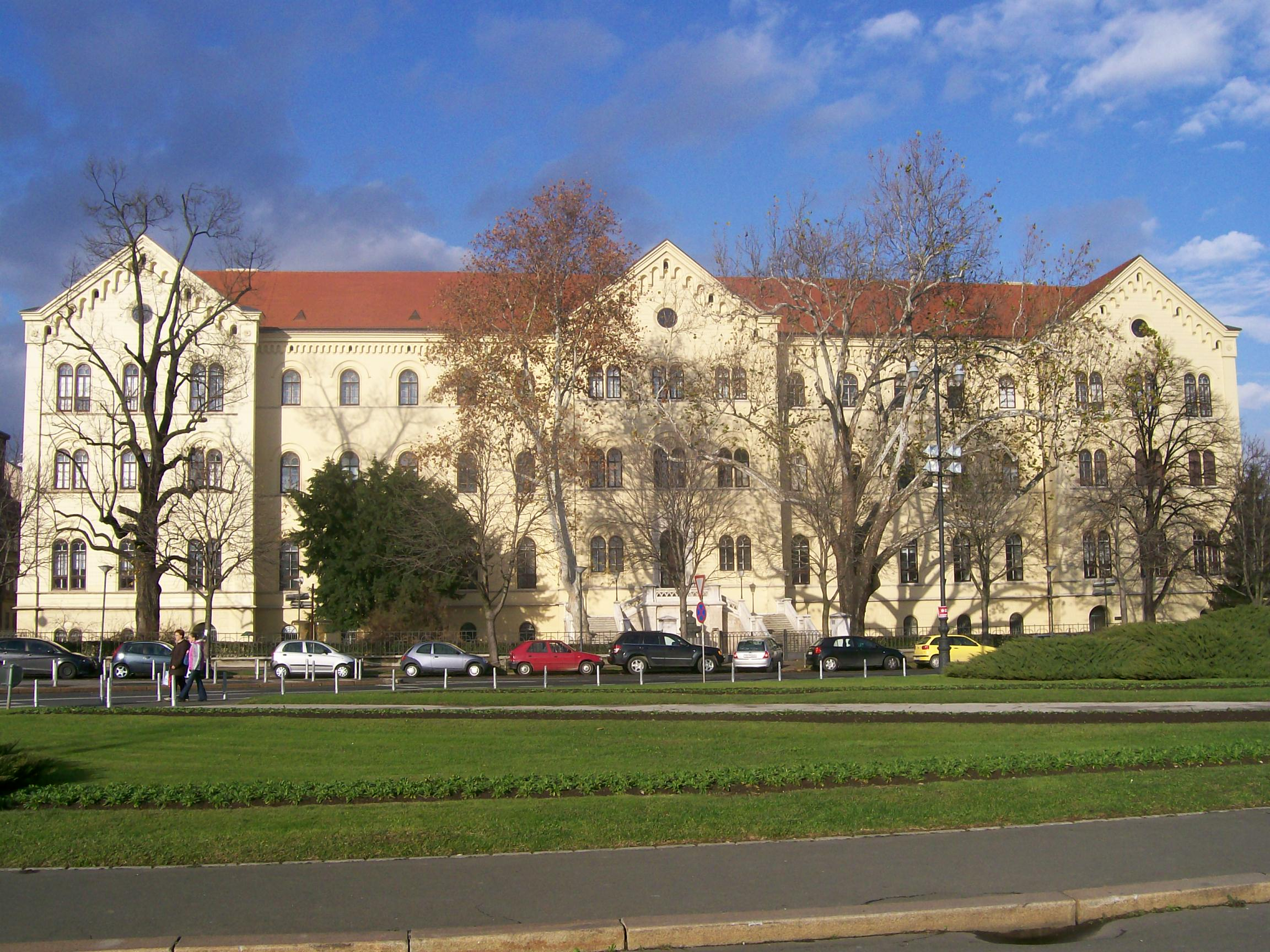
Universidad de Zagreb.

Desde que obtuvo su independencia, el sistema escolar croata se ha ido reformando para proveer a toda la población de educación, de modo que en 2011 la tasa de alfabetización en Croacia era del 98.1 %. En agosto de 2010, un estudio mundial sobre la calidad de vida en diferentes países publicado por Newsweek colocó al sistema educativo croata en el puesto 22, compartiendo lugar con Austria. La educación primaria en Croacia comienza a la edad de seis o siete años y consiste de ocho grados. En 2007 se aprobó una ley para extender la educación gratuita y obligatoria hasta los 18 años de edad. Desde entonces, la educación obligatoria comprende ocho años de escuela primaria y otros tres años de escuela secundaria, la cual se imparte en los gymnasiums y escuelas talleres. En 2010 había 2131 primarias y 713 escuelas que proveían educación secundaria. La educación obligatoria también está disponible en los distintos idiomas minoritarios.
Hay 84 escuelas de arte y música de nivel primario y 47 de nivel secundario, así como 92 escuelas para niños con discapacidades y 74 escuelas para adultos. Los exámenes de graduación nacionales (državna matura) se introdujeron a los estudiantes de nivel secundaria durante el ciclo escolar de 2009–2010. Constan de una evaluación de tres materias obligatorias (lengua croata, matemáticas y un idioma extranjero) y varias materias optativas, y es un requisito para ingresar a la universidad.
Croacia tiene ocho universidades. La Universidad de Zadar, la primera en el país, se fundó en 1396 y permaneció activa hasta 1807, cuando otras instituciones de educación superior la reemplazaron hasta la renovación de la Universidad de Zadar en 2002. La Universidad de Zagreb, fundada en 1669, es la universidad más antigua que ha operado continuamente en el sureste de Europa. También hay 11 politécnicos y 23 institutos de educación superior, 19 de ellos privados. En total, hay 132 instituciones de educación superior en Croacia, con una matrícula de 145 000 estudiantes.

### Salud

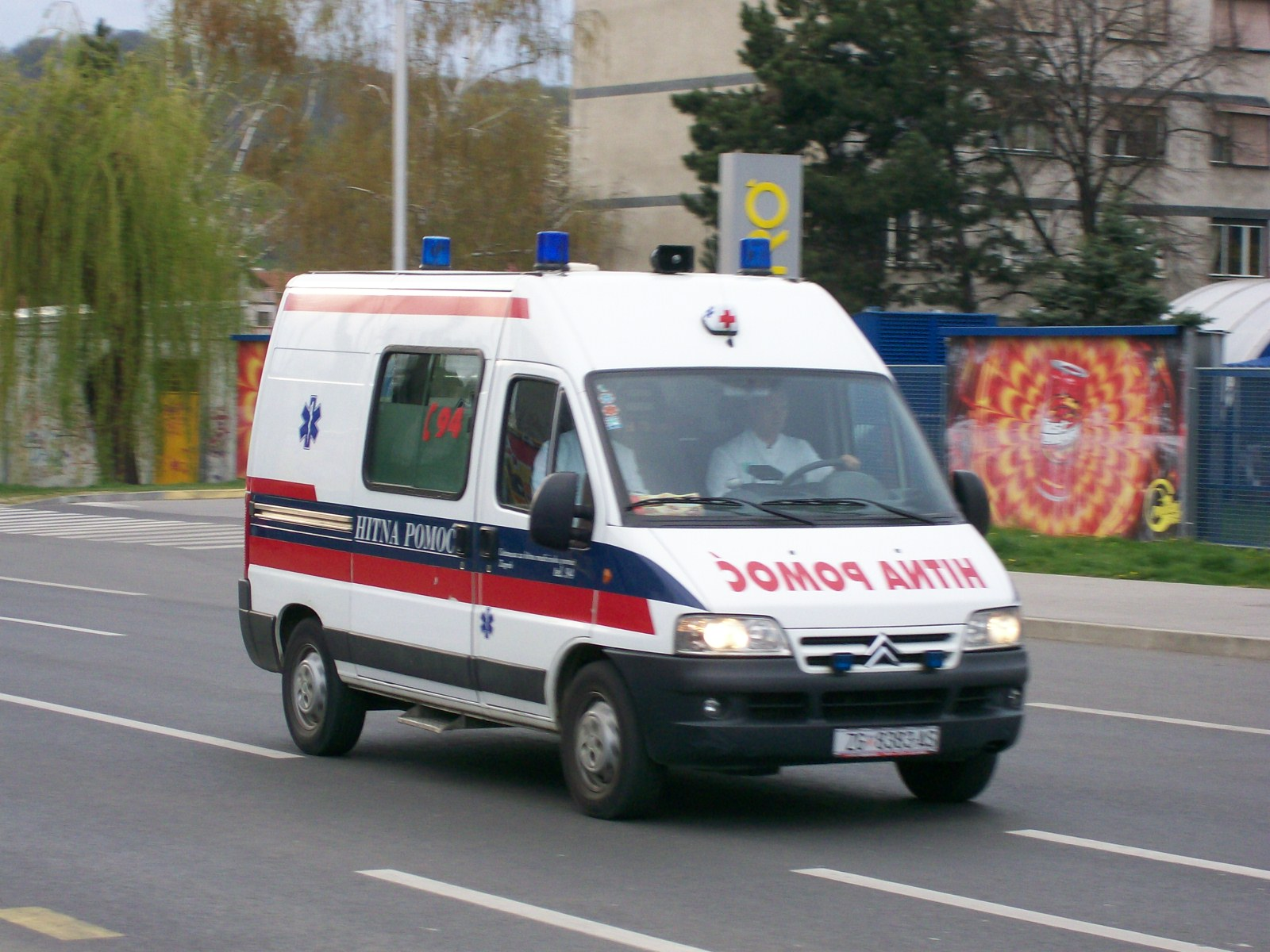
Ambulancia del Sistema de Emergencias de Croacia.

Croacia cuenta con un sistema de salud universal, cuyos orígenes pueden ser rastreados hasta la Ley del Parlamento Húngaro-Croata de 1891, que obligaba a los dueños de empresas a brindar un seguro de salud a todos los obreros y artesanos. Los ciudadanos cuentan con un plan de salud que cubre lo más básico y que es opcional. En 2009 los gastos en salud alcanzaron los 20 600 millones de kunas croatas (US$ 3578 millones). El presupuesto sanitario comprende solo el 0.6 % del gasto público y de los seguros de salud privados. En 2010 el gobierno gastó 6.9 % del PIB en el sector salud. Croacia se ubica en el puesto 50.º de los países con mayor esperanza de vida —73 años para los hombres y 79 para las mujeres—, además de una tasa de mortalidad infantil baja de 5 por cada 1000 recién nacidos vivos.
Hay cientos de instituciones médicas en Croacia, incluyendo 79 hospitales y clínicas con 23 967 camas. Los hospitales y clínicas cuidan de más de 700 000 pacientes cada año y emplean 5205 médicos, 3929 de ellos son especialistas. Existen 6379 consultorios particulares y un total de 41 271 trabajadores de la salud. También hay 63 unidades de emergencias médicas que responden a más de un millón de llamados cada año. La principal causa de muerte en 2008 eran las enfermedades cardiovasculares, en 43.5 % de los hombres y 57.2 % de las mujeres; seguido del cáncer, 29.4 % en hombres y 21.4 % en mujeres. Para 2009 solo trece croatas se habían infectado con el virus del sida, y solo seis habían muerto por la enfermedad. En 2008 la OMS estimó que el 27.4 % de los croatas mayores de 15 años fuman, y 21 % de la población padece obesidad.
El derecho al aborto está reconocido desde la época comunista. En la práctica, sin embargo, este derecho ha sido cuestionado durante varios años por la presión de la Iglesia Católica, próxima al gobierno del partido conservador HDZ. En 2019, el 59% de los profesionales se acogieron a la cláusula de objeción de conciencia, la mayoría por motivos religiosos, para negarse a practicar un aborto.

## Cultura

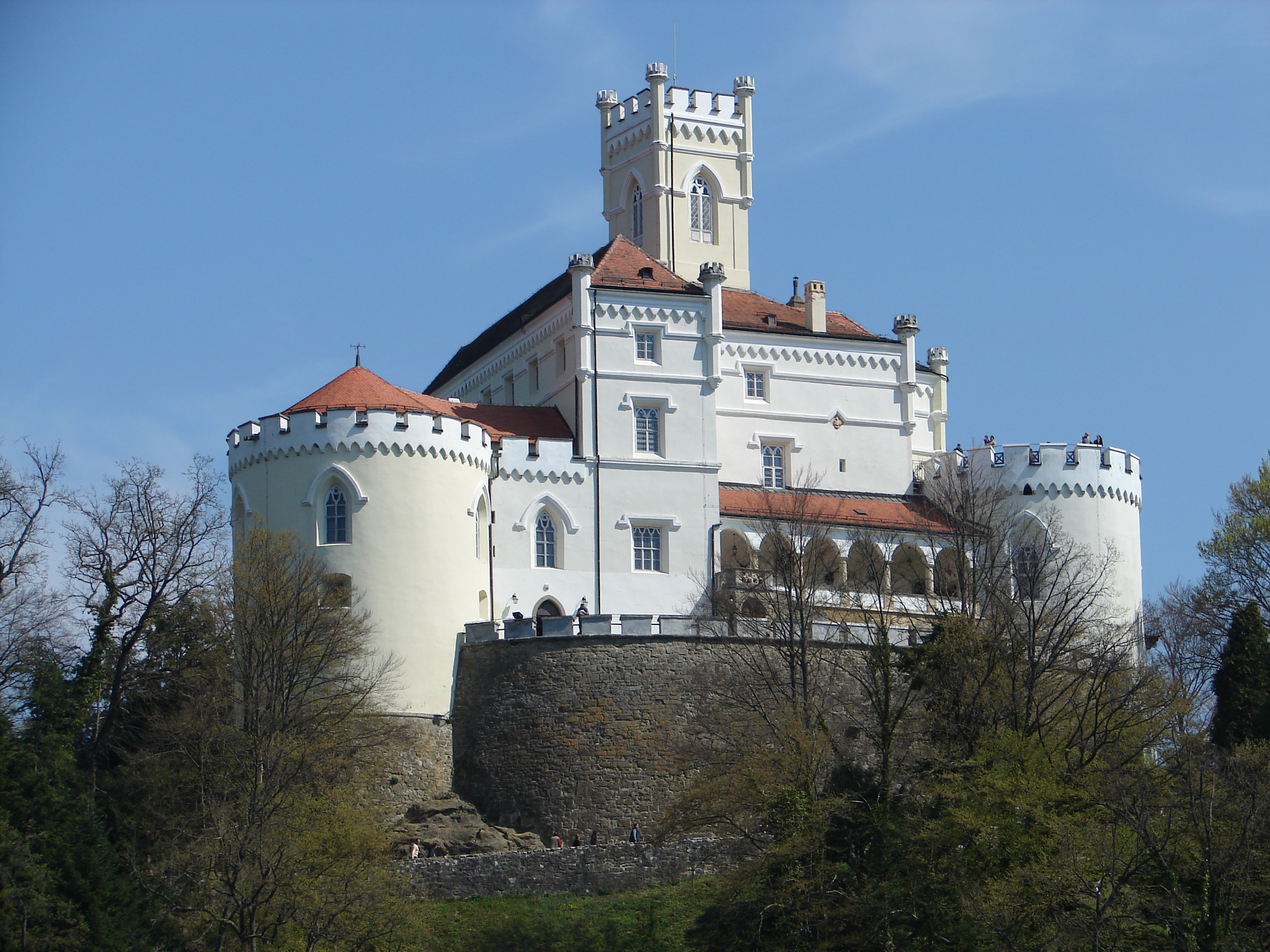
El castillo de Trakošćan es uno de los edificios históricos mas conocidos
en el país.

Debido a su ubicación geográfica, Croacia representa una mezcla de cuatro esferas culturales distintas. Es la encrucijada de las influencias de la cultura occidental y oriental —desde la división del Imperio romano de Occidente y el Imperio bizantino— así como de las culturas de Mitteleuropa y del Mediterráneo. El movimiento Ilirio fue el periodo más importante en la historia de la cultura nacional, ya que el siglo XIX fue la época periodo durante la cual se dio la emancipación del idioma croata y surgió un desarrollo sin precedentes en todos los campos de las artes y la cultura, acompañado de un aumento en el número de personajes históricos. El Ministerio de Cultura es el encargado de preservar el patrimonio cultural y natural de la nación y velar por su desarrollo. Los gobiernos locales también llevan a cabo otras actividades encaminadas al apoyo del desarrollo cultural. La Unesco declaró siete sitios en Croacia como Patrimonio de la Humanidad. El país también cuenta con diez obras maestras en la Lista Representativa del Patrimonio Cultural Inmaterial de la Humanidad, junto con España, el país europeo con más obras en la lista. Una de sus contribuciones a la cultura global es la corbata, derivada del cravat que originalmente vestían los mercenarios croatas en la Francia del siglo XVII.

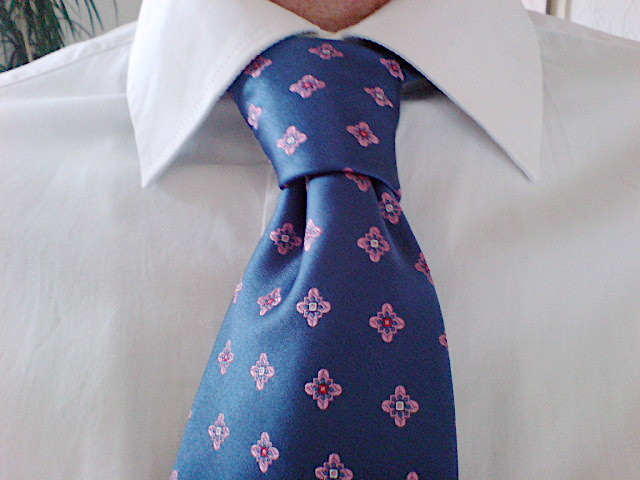
La corbata se originó del cravat usado por los mercenarios croatas del.

En 2009 Croacia contaba con 23 teatros profesionales, 14 teatros infantiles profesionales y 27 teatros amateur, todos ellos visitados por más de dos millones de espectadores al año. Los teatros profesionales empleaban a 1100 artistas. Había 24 orquestas, ensambles y coros profesionales, que anualmente atraen a más de 323 000 personas a sus presentaciones. Unos 3.5 millones de personas asistían a uno de los 117 cines cada año, mientras que los 175 museos recibían a cerca de 2.2 millones de visitantes. Finalmente, había 1685 bibliotecas, con más de 23.5 millones de libros y 15 archivos generales.
En 2009 se publicaron más de 7200 obras literarias, junto con 2678 revistas y 314 periódicos. Entre 2004 y 2009, se incrementó la producción de filmes y obras cinematográficas: de uno a cinco largometrajes, de 10 a 51 cortometrajes y de 76 a 112 películas para televisión. Ese mismo año, se tenía registro de 784 asociaciones culturales y artísticas amateur y se celebraron más de 10 000 eventos culturales, educativos y artísticos. Las principales editoriales trasnacionales dominan el mercado editorial croata y el principal evento de la industria —Interliber— se celebra anualmente en la Feria de Zagreb.
Según el Índice de Desarrollo Humano, Croacia ha establecido un alto nivel de desarrollo humano e igualdad de género. El gobierno promueve los derechos de las personas con discapacidad, y es legalmente tolerante hacia los homosexuales. Las uniones civiles entre personas del mismo sexo son legales desde 2003, sin embargo, los activistas por los derechos LGBT consideran que la regulación legal dentro de esta área es inadecuada. La población ve la inmigración como necesaria y benéfica para su desarrollo económico, y se prevé que aumente luego del acceso del país a la UE.

### Arte y literatura

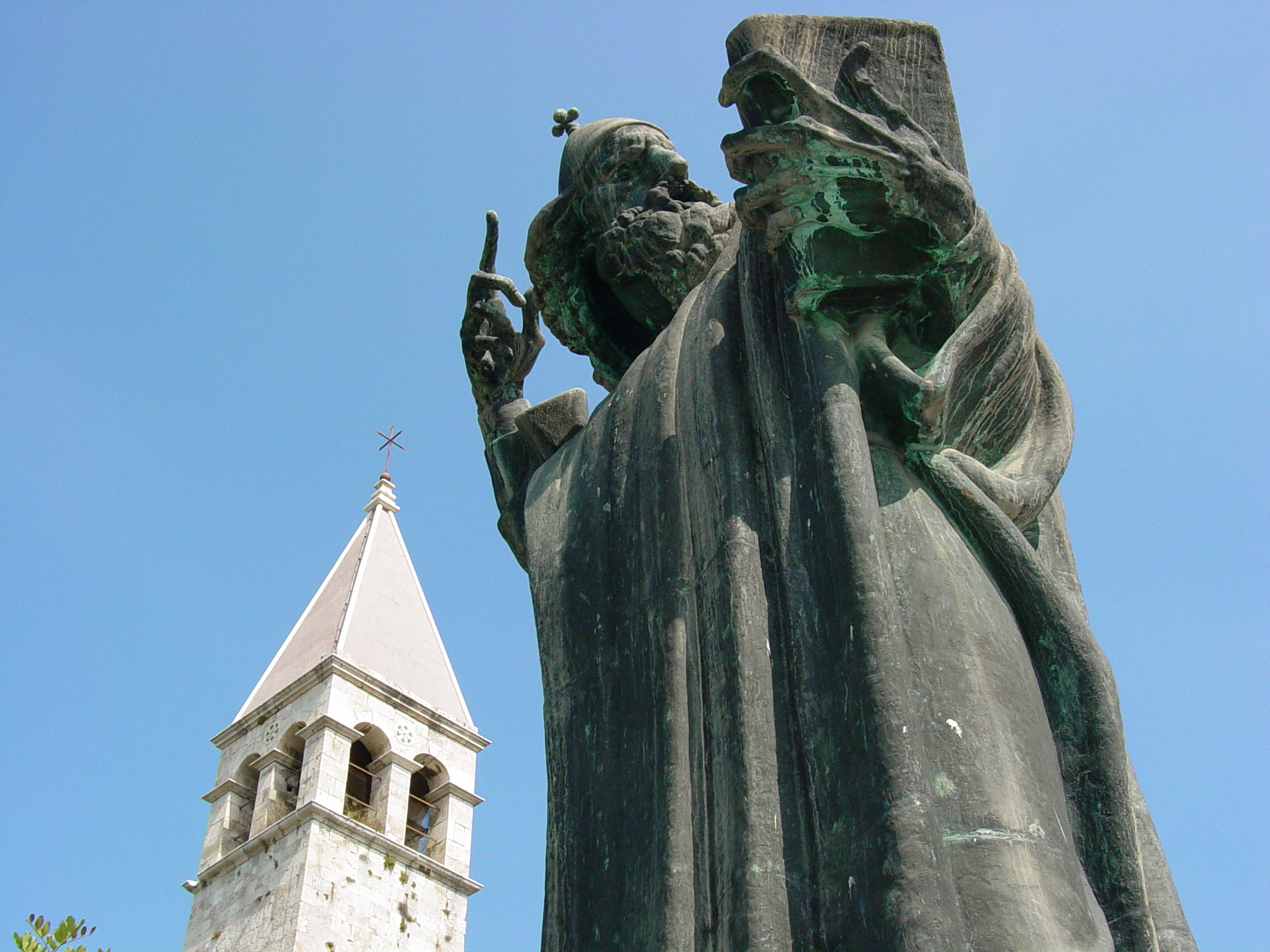
Estatua de Grgur Ninski esculpida por Ivan Meštrovic, con una torre del Palacio de Diocleciano al fondo.

La arquitectura en Croacia refleja la influencia de sus vecinos. La presencia austriaca y húngara es visible en los espacios públicos y edificios de las regiones del centro y norte, mientras que las construcciones de las costas de Dalmacia e Istria exhiben una influencia veneciana. Las grandes plazas nombradas en honor a los héroes culturales, los parques limpios y los andadores son característicos de estas ciudades, especialmente aquellas fueron planeadas durante el barroco, como Varaždin y Karlovac. La influencia posterior del modernismo es evidente en la arquitectura contemporánea. A lo largo de la costa, la arquitectura es típica del Mediterráneo con una fuerte influencia veneciana y renacentista en las áreas urbanas más grandes, ejemplificada en las obras de Giorgio da Sebenico y Niccolò Fiorentino como la Catedral de Santiago en Šibenik. Los ejemplos más antiguos de la arquitectura croata son las iglesias del siglo IX; la Iglesia de San Donato en Zadar es la más grande y más representativa de ellas.
Además de la arquitectura que abarca las obras artísticas más antiguas en Croacia, hay una larga lista de artistas croatas que se remonta hasta la Edad Media. Fue en este periodo cuando Radovan esculpió la puerta de piedra de la catedral de Trogir, el monumento Románico más importante en los Balcanes. El Renacimiento tuvo un gran impacto en la costa del mar Adriático, dado que el resto de Croacia se encontraba en medio de la Guerra turco-croata. Con la caída del Imperio otomano, el arte floreció durante el barroco y el rococó. Los siglos XIX y XX trajeron consigo el establecimiento de numerosos talleres de artesanos, liderados por varios patrones de las artes como el obispo Josip Juraj Strossmayer. Dos de los artistas croatas que alcanzaron el reconocimiento internacional por sus obras fueron el pintor Vlaho Bukovac y el escultor Ivan Meštrović.

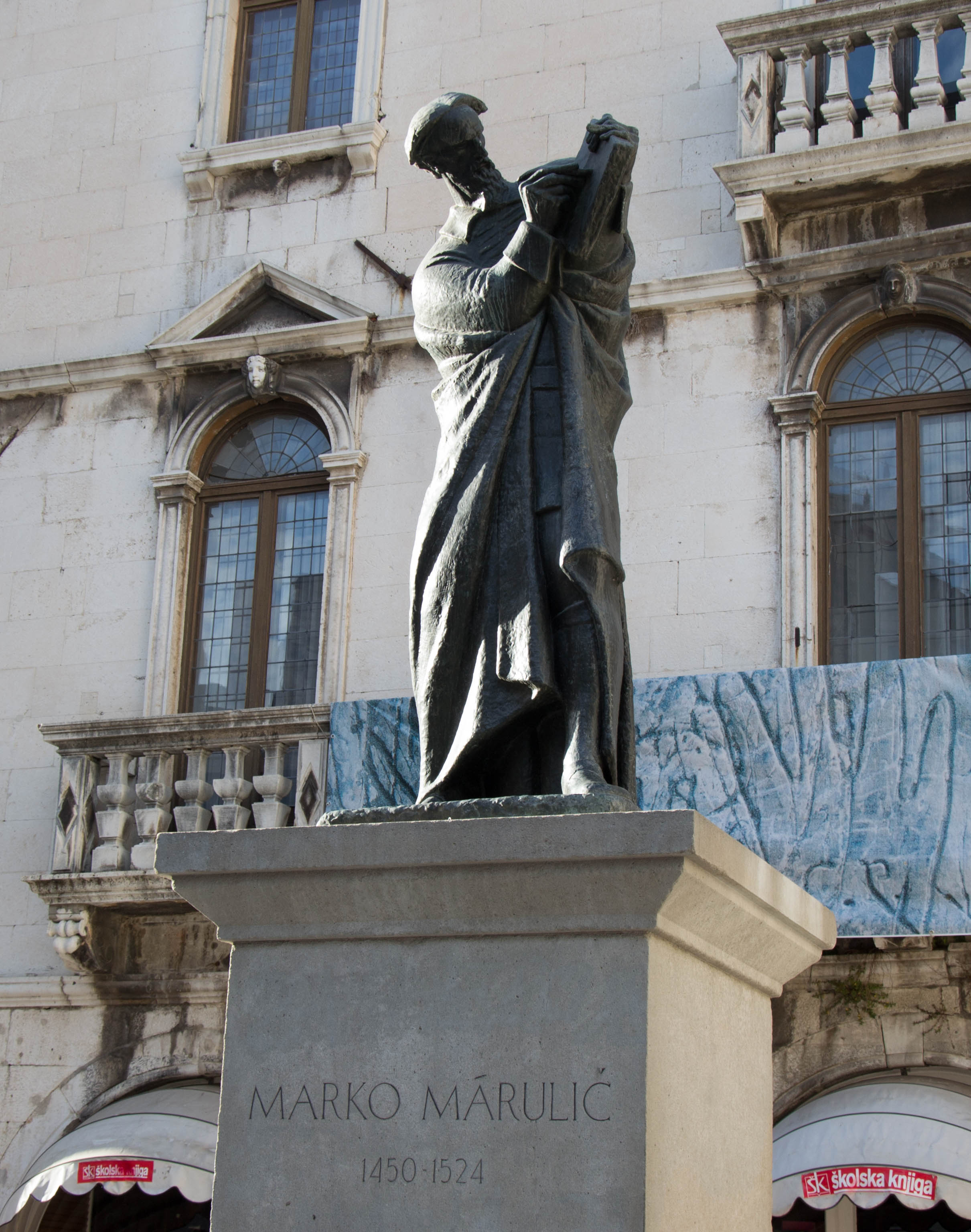
Estatua de Marko Marulić en el Palacio de Diocleciano en Split.

La estela de Baška es una piedra con inscripciones del alfabeto glagolítico hallada en la isla de Krk y que data del año 1100 d. C.; es considerada el escrito en croata más antiguo. El comienzo del florecimiento de la literatura croata se dio en el Renacimiento, gracias a Marko Marulić. Además de Marulić, otros escritores croatas destacados incluyen al renacentista Marin Držić, el barroco Ivan Gundulić, el romántico Ivan Mažuranić, el novelista y guionista August Šenoa, el expresionista y realista Miroslav Krleža, el novelista y cuentista Ivo Andrić y los poetas Antun Gustav Matoš, Antun Branko Šimić y Tin Ujević.
La industria cinematográfica de Croacia es pequeña y en su mayoría es subsidiada por el gobierno, principalmente mediante donaciones aprobadas por el Ministerio de Cultura y la coproducción de HRT. El Festival de Cine de Pula, una entrega de premios a lo mejor del cine croata, es el evento más prestigioso de la industria cinematográfica que presenta producciones nacionales e internacionales. Uno de los grandes logros alcanzados por el cine croata fue el Óscar al mejor cortometraje animado que obtuvo Surogat en 1961, dirigido por Dušan Vukotić.

### Música y danza

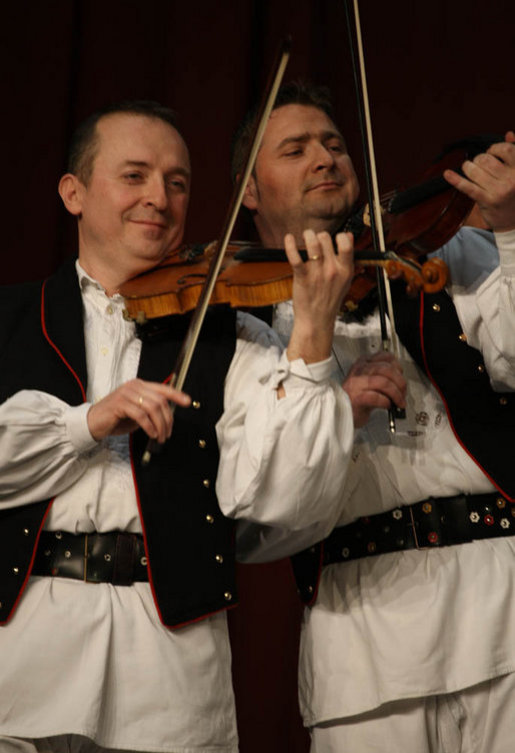
Músicos tradicionales croatas.

Los primeros ejemplos de composiciones croatas eran cantos e himnos religiosos, tanto cristianos como musulmanes. Con el fin de la Edad Media, la música croata dejó de ser exclusivamente religiosa y recibió dos influencias principales: de Europa Central hacia Eslavonia y la zona norte, mientras que Istria y Dalmacia adoptaron las costumbres mediterráneas. El instrumento musical más importante es la tambura o tamburitza, un instrumento de cuerda utilizado en toda Croacia, principalmente en Eslavonia. La guzla, un instrumento de una cuerda similar a una mandolina, es otro de los instrumentos más utilizados en las tradiciones croatas. La música croata moderna intenta combinar los sonidos tradicionales con los géneros contemporáneos como el pop, rock, jazz, dance y electrónica.
Una de las tradiciones musicales más importantes es el klapa, un ensamble de tres o más personas que interpretan a capela varias canciones tradicionales que tratan temas como el amor, el vino, la patria y el mar. Existen varios festivales organizados para preservar y promover el klapa; en 2012, la Unesco lo incluyó en el Patrimonio cultural inmaterial de la Humanidad. Otras tradiciones musicales importantes son el canto en escala de Istria, el canto ojkanje de Dalmacia, el bécarac de Eslavonia y los ensambles Zagorje de la región norte de Zagreb.
En cuanto a la danza, el kolo es la tradición más importante del legado croata, durante el cual las personas se toman de las manos y bailan en círculos. Se suele bailar durante bodas, festivales y otras celebraciones. El Ensamble Nacional de Danza Folclórica de Croacia LADO se fundó en 1949 en Zagreb, como un ensamble profesional nacional cuya principal misión es preservar las tradiciones de música y danza croatas. El ensamble consiste de 37 bailarines y 15 músicos, que utilizan instrumentos tradicionales y melodías populares en sus presentaciones. Incluso ha sido nombrado el producto cultural de exportación más exitoso de Croacia.

### Ciencia y tecnología

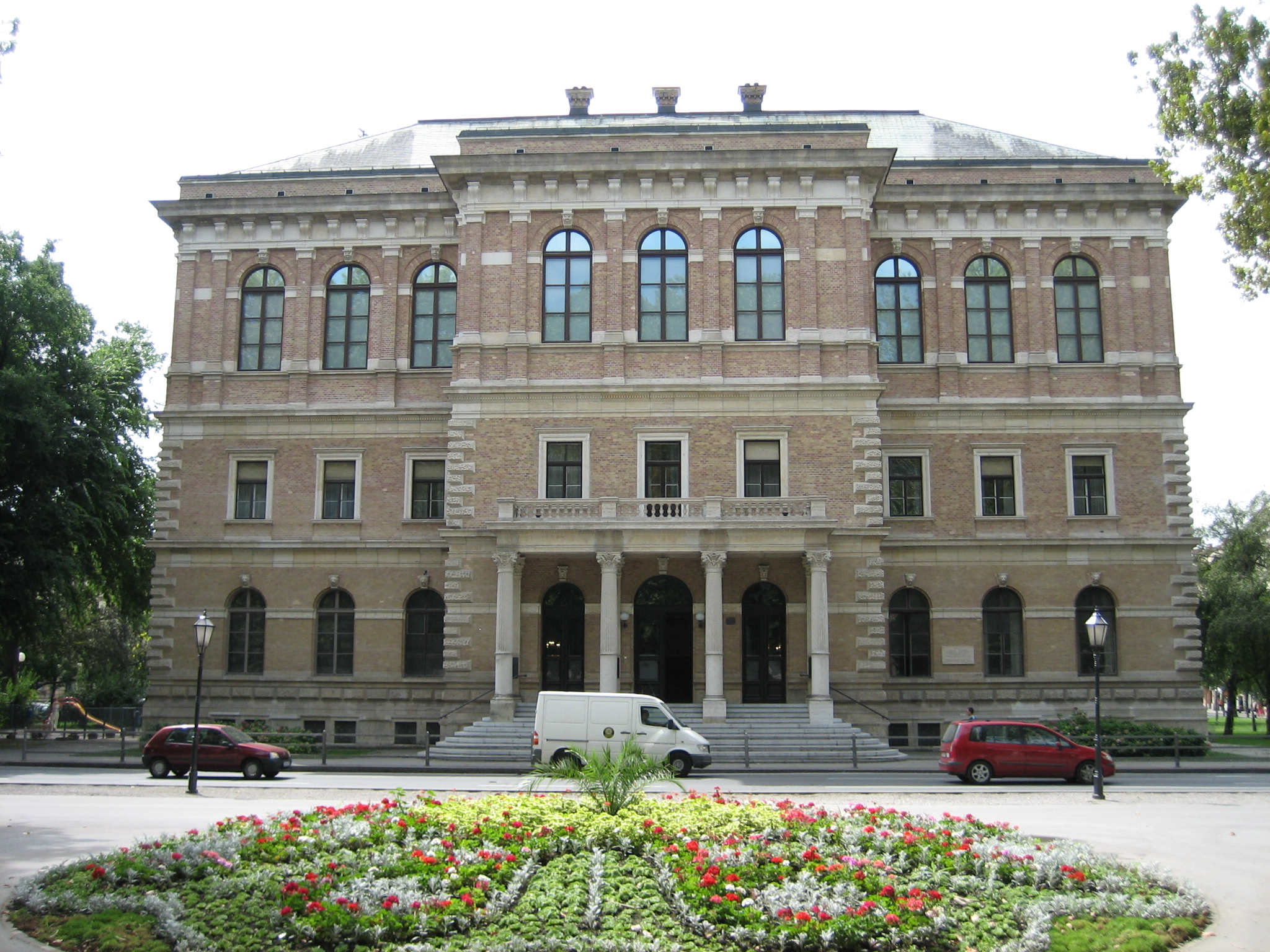
Edificio de la Academia de Ciencias y Artes de Croacia.

El Ministerio de Ciencias, Educación y Deportes se encarga de dirigir y administrar las instituciones y proyectos científicos, así como la promoción y el desarrollo de la ciencia y tecnología. Desde 2004 también se encarga del presupuesto para el mantenimiento de la infraestructura científica. De acuerdo con la Unesco, en 2007 el gobierno croata invirtió el 0.81 % de su PIB en la investigación y desarrollo. Para un mejor manejo, el ministerio divide las investigaciones científicas en seis áreas: ciencias naturales, tecnología, biomedicina, biotecnología, ciencias sociales y humanidades.
Durante los siglos XIX y XX varios científicos e investigadores de origen croata han hecho varias contribuciones a la ciencia y tecnología. Nikola Tesla, científico de origen serbio nacido en Smiljan (actual Croacia), fue el creador del sistema de corriente alterna, además de contribuir con muchas investigaciones en la electricidad y el electromagnetismo. Otra de las invenciones croatas es la azitromicina, que fue sintetizada por primera vez por el Dr. Slobodan Đokić en 1980. Dos científicos croatas obtuvieron el Premio Nobel por sus aportaciones a la ciencia, específicamente en química. Leopold Ruzicka lo recibió en 1939 por su trabajo en polímeros y terpenos pesados, mientras que Vladimir Prelog hizo lo mismo en 1975, gracias a sus investigaciones acerca de la quiralidad de las moléculas orgánicas y sus reacciones.
Existen 205 compañías, instituciones gubernamentales o educativas y organizaciones sin fines de lucro que se ocupan de incentivar la investigación científica y el desarrollo de la tecnología. Juntos, en 2008 gastaron más de 3000 millones HKR (US$ 520 millones) y emplearon a 10 191 investigadores de tiempo completo. Entre los institutos científicos que operan en Croacia, el más grande es el Instituto Ruder Boškovic en Zagreb. La Academia Croata de las Ciencias y Artes en Zagreb es una sociedad científica que promueve la lengua, cultura, artes y ciencias desde su creación en 1866.
Según el Índice mundial de innovación, a cargo de la Organización Mundial de la Propiedad Intelectual, en 2024, Croacia se ubicó en lugar 43 en innovación entre 133 países del mundo; mientras que en 2023, ocupó el lugar 44 y en 2002 el lugar 42.

### Fiestas nacionales
| Fecha                | Festividad                                | Nombre local                         | Notas                                                                              |
| -------------------- | ----------------------------------------- | ------------------------------------ | ---------------------------------------------------------------------------------- |
| 1 de enero           | Año nuevo                                 | Nova godina                          | Inicio del calendario gregoriano.                                                  |
| 6 de enero           | Epifanía                                  | Bogojavljanje ili Sveta tri kralja   | Festividad católica en honor a los Reyes Magos.                                    |
| marzo-abril          | Lunes de Pascua                           | Drugi dan Uskrsa                     | Celebrado el lunes posterior al domingo de Pascua.                                 |
| 1 de mayo            | Día del trabajo                           | Praznik rada                         | Día internacional de los trabajadores.                                             |
| mayo-junio           | Corpus Christi                            | Tijelovo                             | Celebrado sesenta días después del domingo de Pascua.                              |
| 22 de junio          | Día de la lucha antifascista              | Dan antifašističke borbe             | En conmemoración al inicio del movimiento de los Partisanos Yugoslavos.            |
| 25 de junio          | Día del Estado                            | Dan državnosti                       | Fiesta nacional durante el aniversario de la declaración de independencia de 1991. |
| 5 de agosto          | Día de la Victoria y de acción de gracias | Dan pobjede i domovinske zahvalnosti | En honor al fin de la guerra de Independencia de Croacia.                          |
| 15 de agosto         | Día de la Asunción                        | Velika Gospa                         | Festividad católica en honor a María.                                              |
| 8 de octubre         | Día de la Independencia                   | Dan neovisnosti                      | Aniversario de la declaración de independencia de 1991.                            |
| 1 de noviembre       | Día de Todos los Santos                   | Svi sveti                            | Festividad en conmemoración a los santos.                                          |
| 25 y 26 de diciembre | Festividades navideñas                    | Božićni blagdani                     | Festividades en honor al nacimiento de Jesús                                       |

### Gastronomía

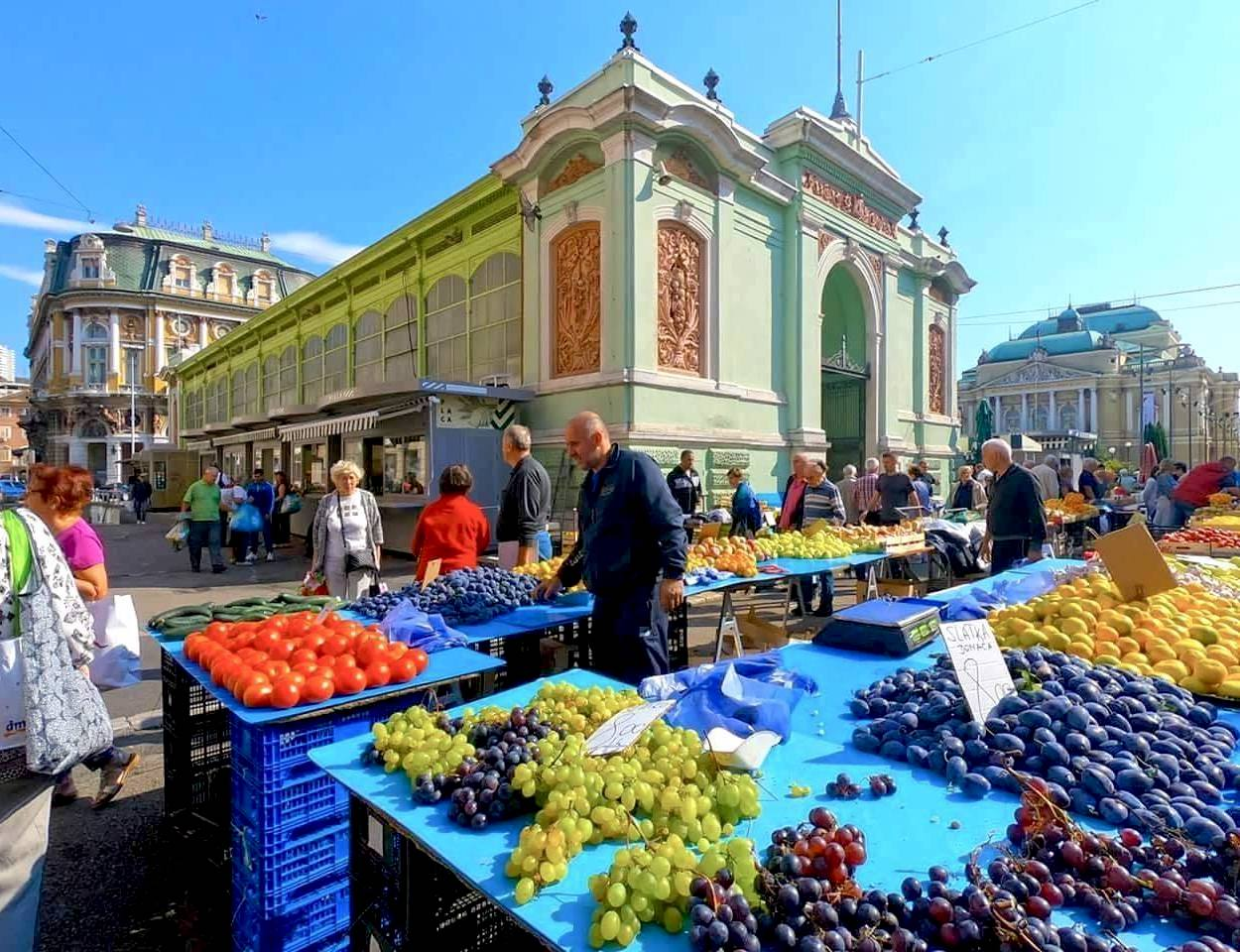
Mercado en Rijeka.

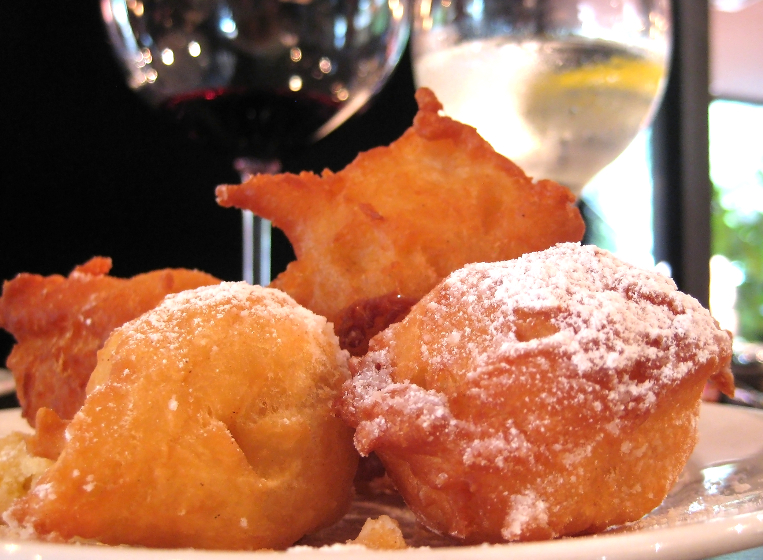
Fritule, un plato tradicional de Dalmacia.

La cocina tradicional croata varía de una región a otra. En Dalmacia e Istria prevalece una influencia culinaria italiana y de otros países mediterráneos, caracterizada por el uso de mariscos, vegetales cocinados y pastas, así como condimentos como el aceite de oliva y el ajo. La cocina continental está fuertemente influenciada por los estilos de Hungría, Austria y Turquía. En esta área predomina el uso de carne, pescados de agua dulce y vegetales.
Existen tres regiones vinícolas en Croacia. La región continental en el noreste del país, especialmente Eslavonia, produce vinos finos, particularmente blancos. Junto con la costa norte, los vinos de Istria y Krk son similares a aquellos producidos en Italia. Por su parte, hacia al sur en Dalmacia los vinos tintos de estilo mediterráneo son la norma. La producción anual de vino excede los 140 millones de litros. Croacia era un país consumidor casi exclusivo de vino hasta finales del siglo XVIII, cuando la producción y consumo en masa de cerveza comenzó; el consumo anual de cerveza en 2008 fue de 83.3 L per cápita, el 15.º país con mayor consumo por persona.

### Deportes

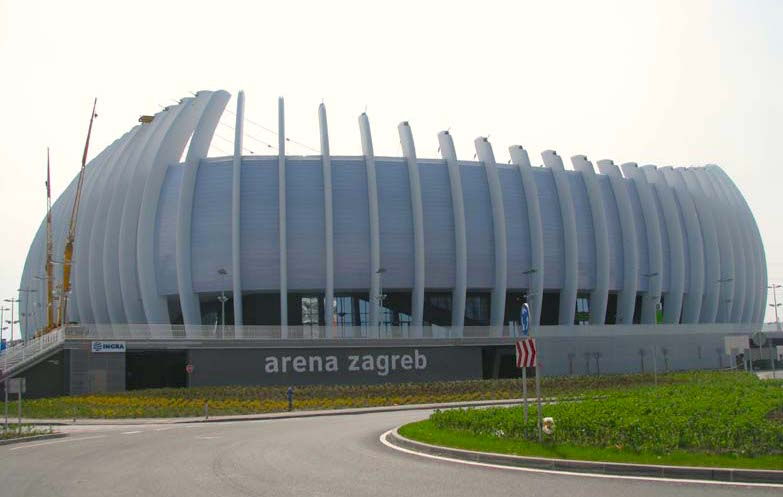
Arena Zagreb, una de las sedes del Campeonato Mundial de Balonmano Masculino de 2009.

Hay más de 400 000 deportistas en Croacia. De estos, 277 000 son miembros de asociaciones deportivas y cerca de 4000 pertenecen a asociaciones de ajedrez y bridge. El fútbol es el deporte más popular. Con más de 118 000 jugadores registrados, la Federación de Fútbol de Croacia es la asociación deportiva más grande del país. >
La selección mayor masculina de fútbol de Croacia ha sido subcampeona del mundo en Rusia 2018, con jugadores como Luka Modrić, Ivan Rakitić, Ivan Perisic y Mario Mandžukić; además fue tercera en Francia 1998, siendo su primera participación como Croacia en las copas del mundo de fútbol adulto, la que tenía jugadores que ya habían triunfado con selecciones, juveniles y/o adultas, de Yugoslavia, tales como Robert Prosinečki, Robert Jarni y Davor Suker, este último fue el goleador del torneo, con seis goles. Dentro del país, existe la Primera Liga de Croacia, donde los dos clubes más exitosos son el Dinamo Zagreb y el Hajduk Split, que se enfrentan en el Derbi Eterno.
Otro deporte en que han destacado los croatas ha sido el baloncesto, fueron subcampeones en los Juegos Olímpicos de Barcelona 1992 y lograron el tercer lugar en el campeonato del mundo de 1994, realizado en Canadá. Algunos jugadores croatas que han destacado en la NBA son Dražen Petrović, Toni Kukoč y Dino Radja.

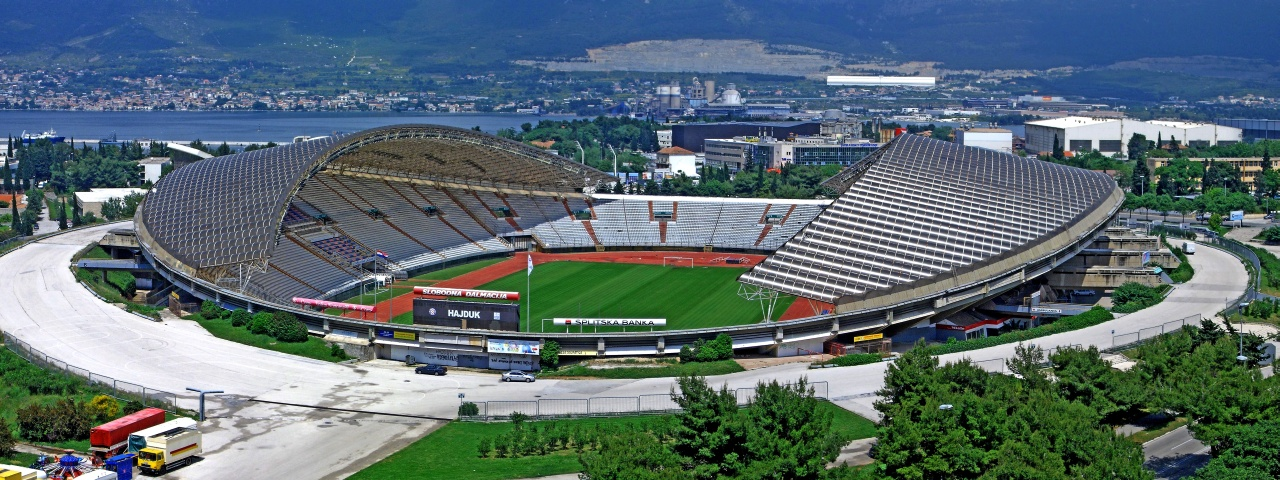
Estadio Poljud en Split fue la sede del Campeonato Europeo de Atletismo de 1990.

La máxima autoridad deportiva del país es el Comité Olímpico de Croacia (Hrvatski olimpijski odbor), fundado el 10 de septiembre de 1991 y reconocido por el Comité Olímpico Internacional desde el 17 de enero de 1992, justo a tiempo para que los atletas croatas aparecieran en los Juegos Olímpicos de Albertville 1992 bajo la bandera de la recién independizada nación. Los atletas croatas que compitieron en los Juegos Olímpicos desde la independencia ganaron 33 medallas, incluyendo diez de oro: en 2012 en lanzamiento de disco, tiro deportivo y polo acuático; en 1996 y 2004 en balonmano; en 2000 en halterofilia y cuatro medallas en esquí alpino en 2002 y 2006.
Además, varios atletas croatas han ganado distintos Campeonatos Mundiales, como los de atletismo, balonmano, polo acuático, remo, esquí alpino y taekwondo. Los atletas croatas también ganaron la Copa Davis 2005. Croacia fue sede de muchas competiciones deportivas importantes, como el Campeonato Mundial de Balonmano Masculino de 2009, el Campeonato del mundo de Tenis de Mesa de 2007, el Campeonato Mundial de Remo de 2000, la Universiada de 1987, los Juegos Mediterráneos de 1979 y varios Campeonatos Europeos.